# Castelul Karlsberg
Castelul Karlsberg (germană Schloss Karlsberg) - ruinele castelului situat pe Buchenberg (astăzi Karlsberg), Homburg, Saarland, Germania. Castelul a fost construit între 1778–1788 de către ducele Karl al II-lea August, Duce de Palatinat-Zweibrücken. Din castel s-a menținut până azi doar construcția Baumagazin.

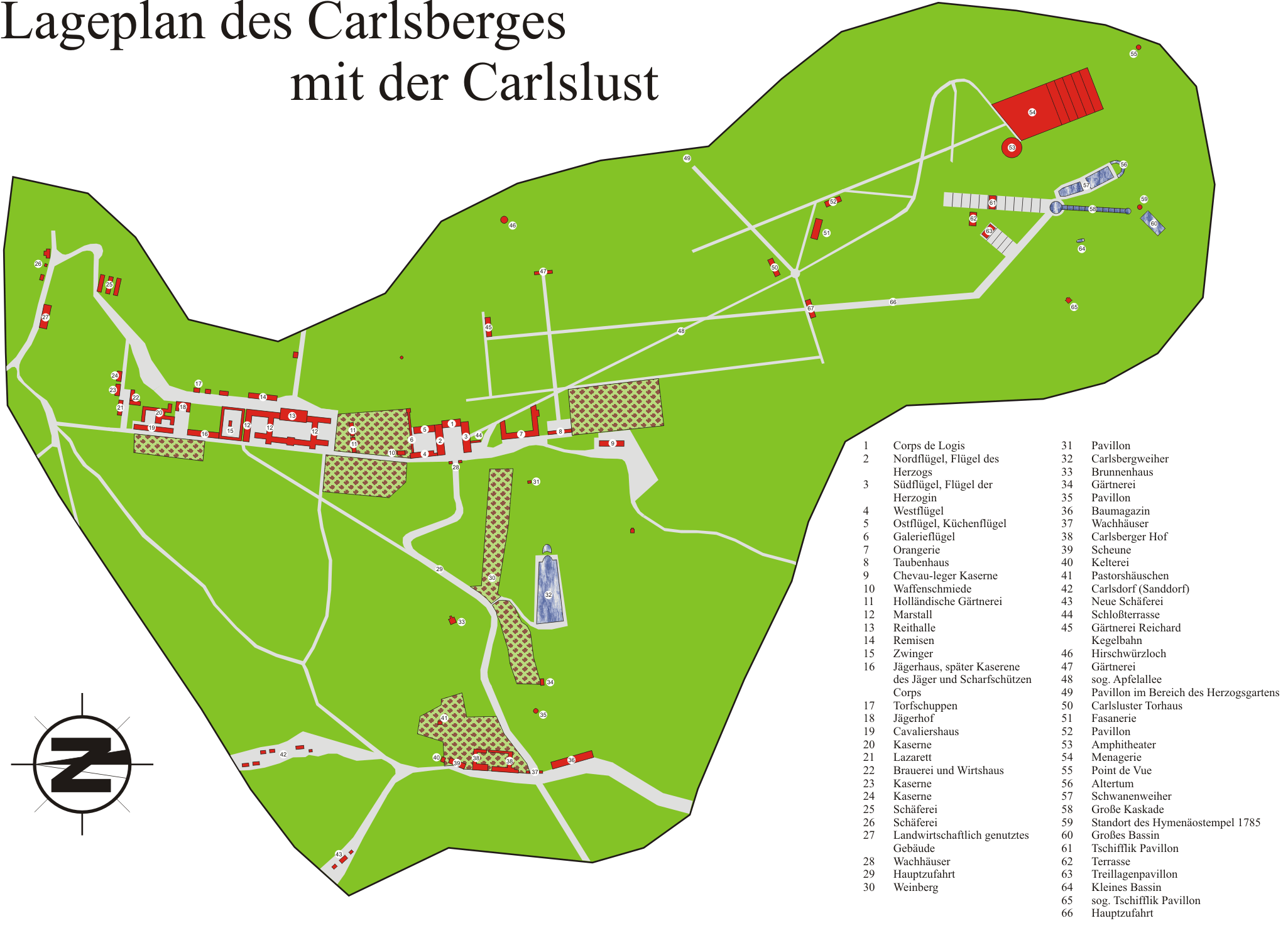
Planul castelului Karlsberg

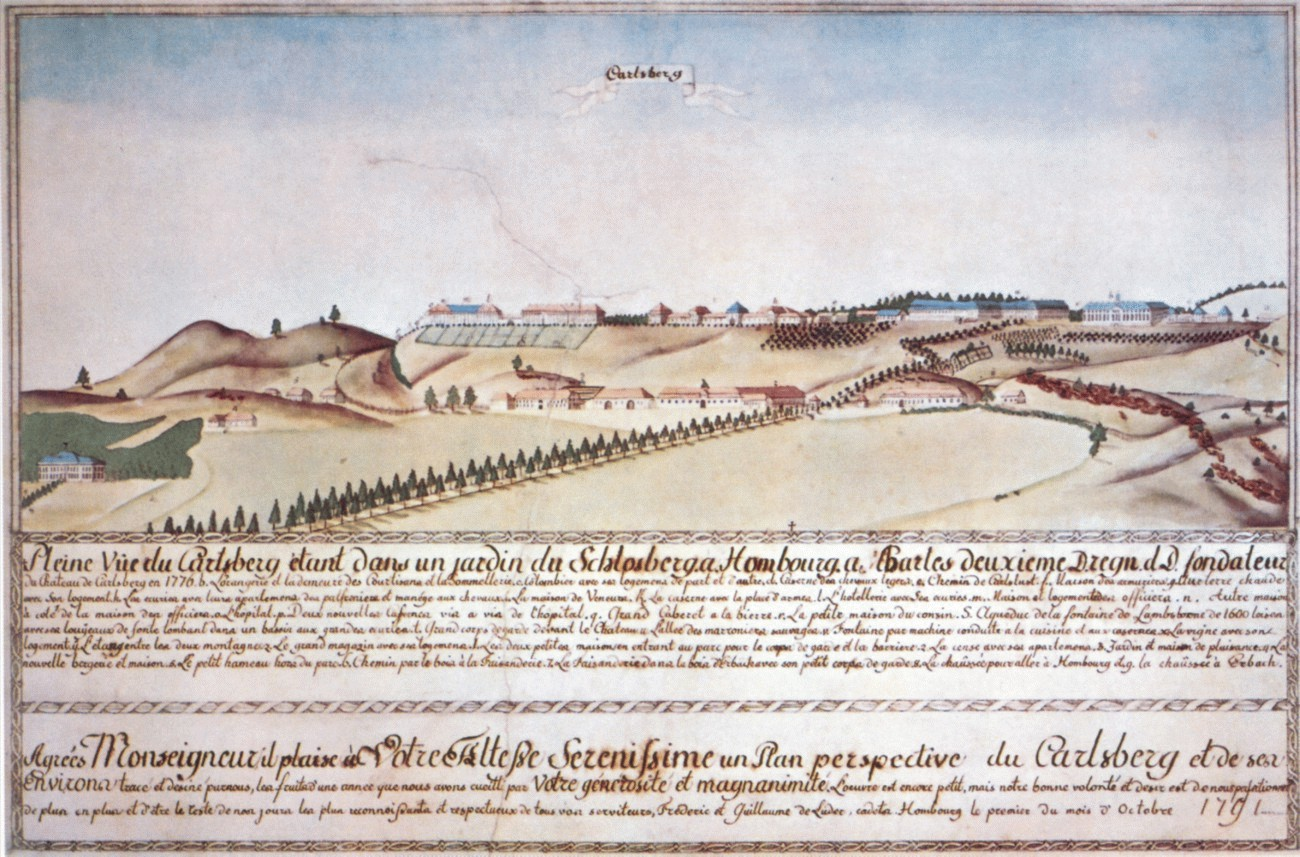
Imaginea de ansamblu 1791

## Istoric

### Proiectul
În anul 1760, baronul Carl von Closen concepe pe Buchenberg, Homburg,  proiectul domeniului Louisenhof, numit astfel după numele soției acestuia, Marie Luise von Esebeck, proiect care avea o mare asemănare cu Königsbrucher Hof, clădire care există și astăzi. După moartea sa, moșia (Gutshof) va rămâne văduvei sale.
După moartea ducelui Christian al IV-lea, în anul 1775, a urmat ca stăpân, nepotul său Karl al II-lea August. Doi ani mai târziu, la 27 iulie 1777, Karl al II-lea August cumpără pentru 35.000 guldeni și 60 Louis d’or noi domeniul Louisenhof. După Mannlich acest lucru a fost făcut sub influența metresei sale Caroline Auguste de Esebeck.

### Castelul
Între 1778 și 1788, Karl al II-lea August, Duce de Zweibrücken, lasă să se constuiască pe terenul moșiei, castelul Karlsberg. În anul 1779 își mută rezidența acolo. Pe 28 iulie 1793 castelul este distrus de trupele revoluției franceze.
Johann Christian Mannlich a fost constructorul principal al ducelui de Zweibrücken și arhitectul șef al proiectului Karlsberg. Proiectele sale în neoclasic se numără printre primele cladiri în acest stil din Germania.
În castelul Karlsberg s-a născut în anul 1787 generalul bavarez și ministrul de război grec Heinrich Christian von Schmaltz.

### Distrugerea castelului

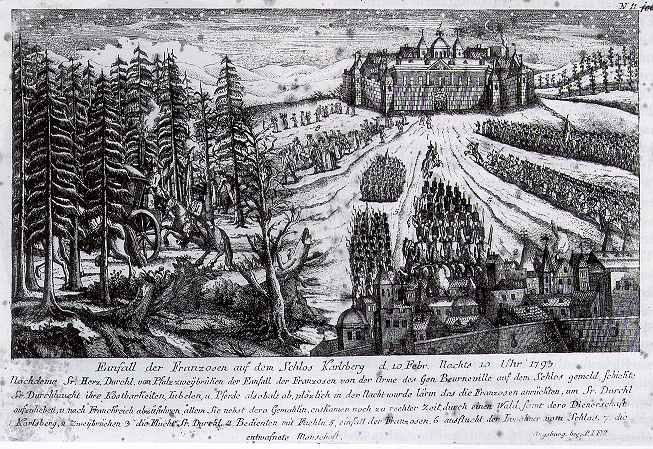
Francezii la castelul Karlsberg, 1793

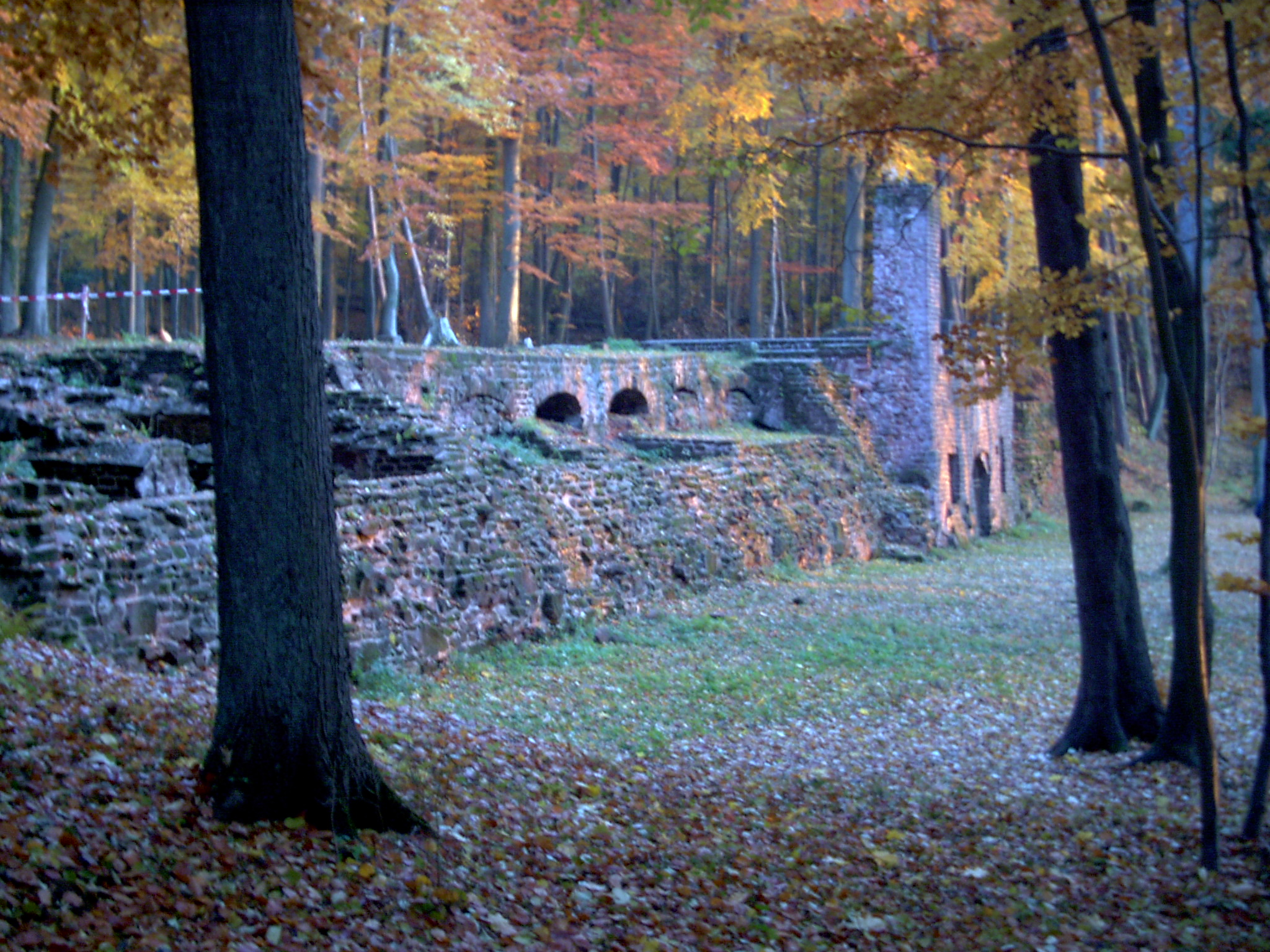
Ruinele orangeriei castelului Karlsberg

După izbucnirea Revoluției franceze și de asemenea începutul războiului de coaliție (1792–1797), ducele a rămas în ducatul său, care a fost înconjurat de trupele franceze, datorită faptului că era asigurat de neutralitatea guvernul francez. După execuția lui Ludovic al XVI-lea, Karl al II-lea August a trebuit să aibă un proces în Paris. Înainte de a putea fi capturat de trupele franceze, la 9 februarie 1793, a fost avertizat de un fermier din Rohrbach, refugiindu-se astfel peste Kaiserslautern la Mannheim. În perioada următoare a locuit Castelul Mannheim și în castelul său la Rohrbach (Heidelberg).
În următoarea jumătate a anului castelul a fost alternativ în mâna prusacă și franceză. Sub protecția prusacă a început evacuarea bunurilor prin Kaiserslautern la Mannheim.
După capitularea trupelor franceze în Mainz, armata se întoarce prin valea Glanului. Pe 28 iulie 1793, seara palatul a fost incendiat. În dimineața următoare francezii s-au retras, iar populația din jur a început, să jefuiască ce a mai rămas.
Focul a distrus, în principal, clădirile, în care ducele însuși locuise, și clădirea care era din lemn (Fachwerk). Karlsberg a fost în perioada următoare mai departe locuit. În luna noiembrie a anului 1793, registrul parohial înregistra încă nașteri în Karlsberg, facturile curții mergând până în anul 1797. Cel mai greu a fost de suportat consecințele, pentru cei care au locuit in Karlsberg. Ei și-au pierdut datorită jafului bunurile și prin incendiu locuințele.
După incendiu, ceea ce a mai rămas s-a distrus tot mai mult, ca urmare a lipsei luării de măsuri. Sub Napoleon, ruinele i-au revenit văduvei ducelui, cu condiția de a plăti taxe.
Bunurile din Karlsberg s-au împărțit pe toată zona de sud a Germaniei. O parte din bunuri au fost, după moartea ducelui Karl al II-lea August scoase la licitație. Anumite bunuri se găsesc printre altele în următoarele locuri:
- Castelul Nymphenburg, Rezidența din München, Noua rezidență din Bamberg, Rezidența din Würzburg, Castelul Berchtesgaden: mobilă
- Muzeul de Istorie din Pfalz, Muzeul de Vânătoare din München, Castelul Berchtesgaden: arme
- Silberkammer Residenz München: părți din argintărie
- Alte Pinakothek: colecța de picturi
- Staatliche Graphische Sammlung München: colecție grafică
- Staatliche Münzsammlung München: monede
- Biblioteca de Stat din Bamberg: bibliotecă

## Clădiri

### Castelul

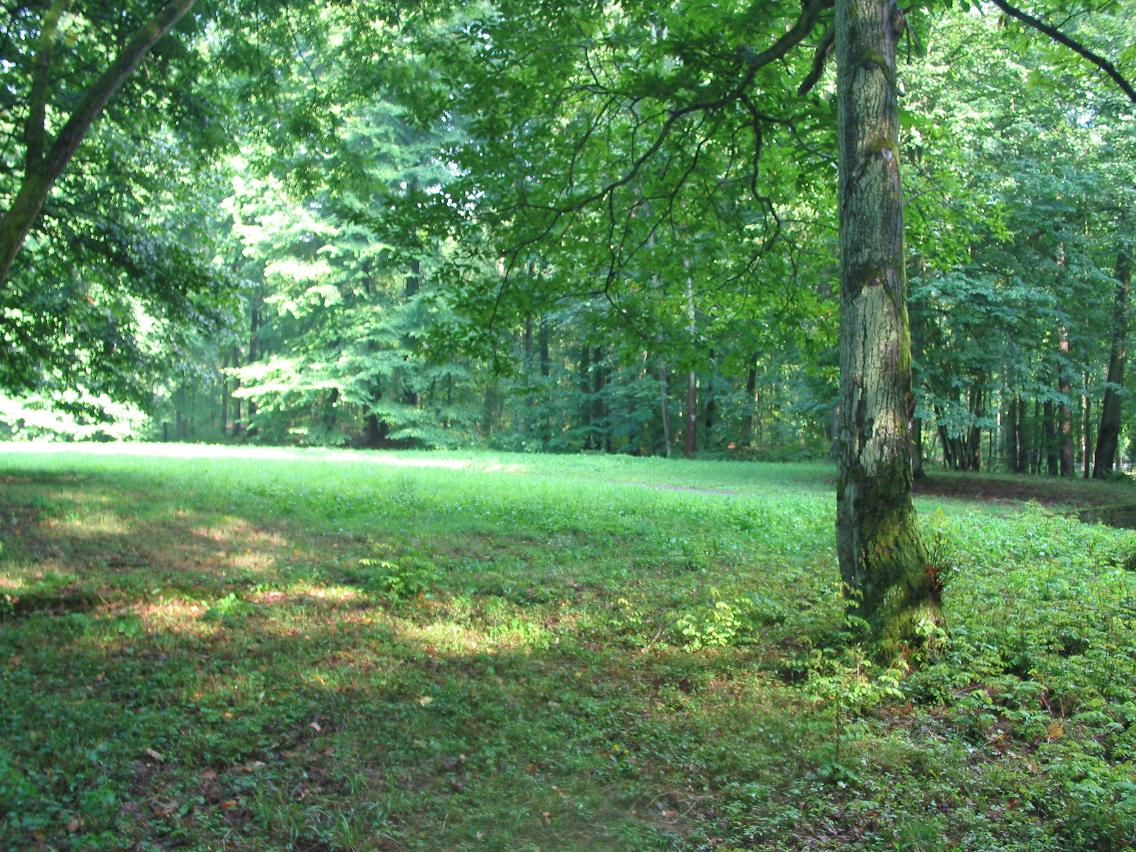
Curtea palatului

### Oranjeria

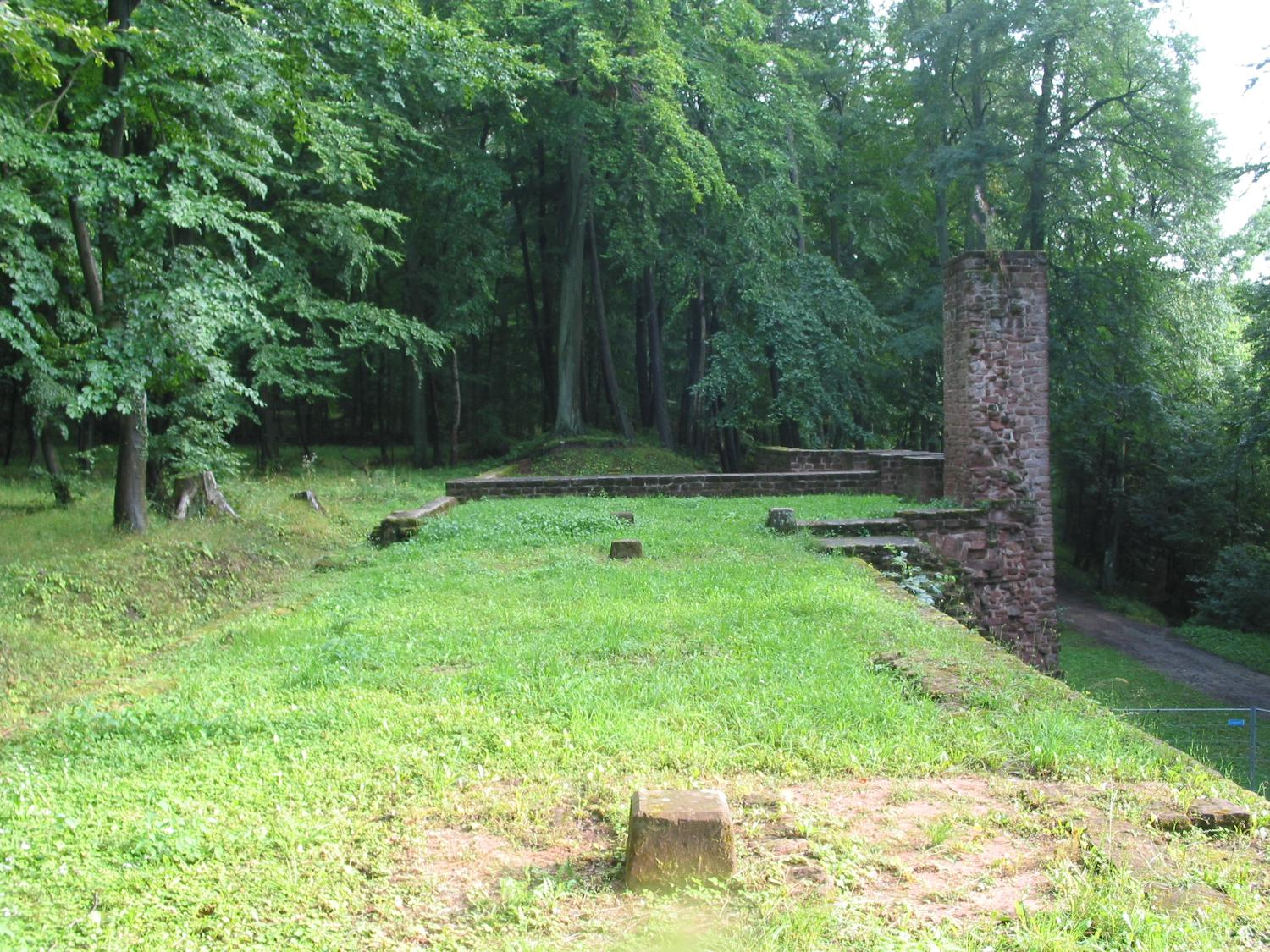
Privire asupra ruinei oranjeriei

## Mobilier

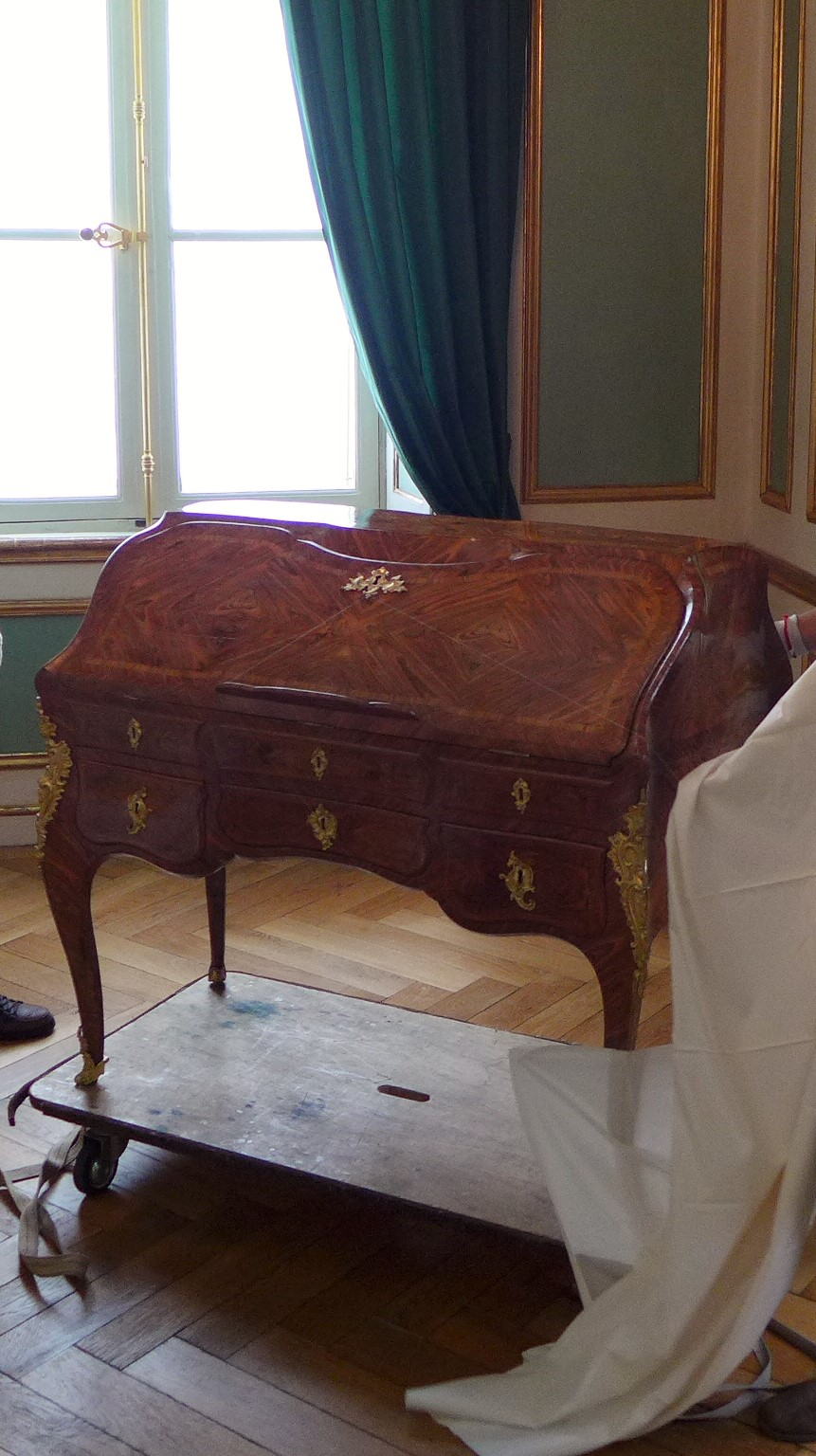
Secretar din Castelul Karlsberg, astăzi în Castelul Nymphenburg

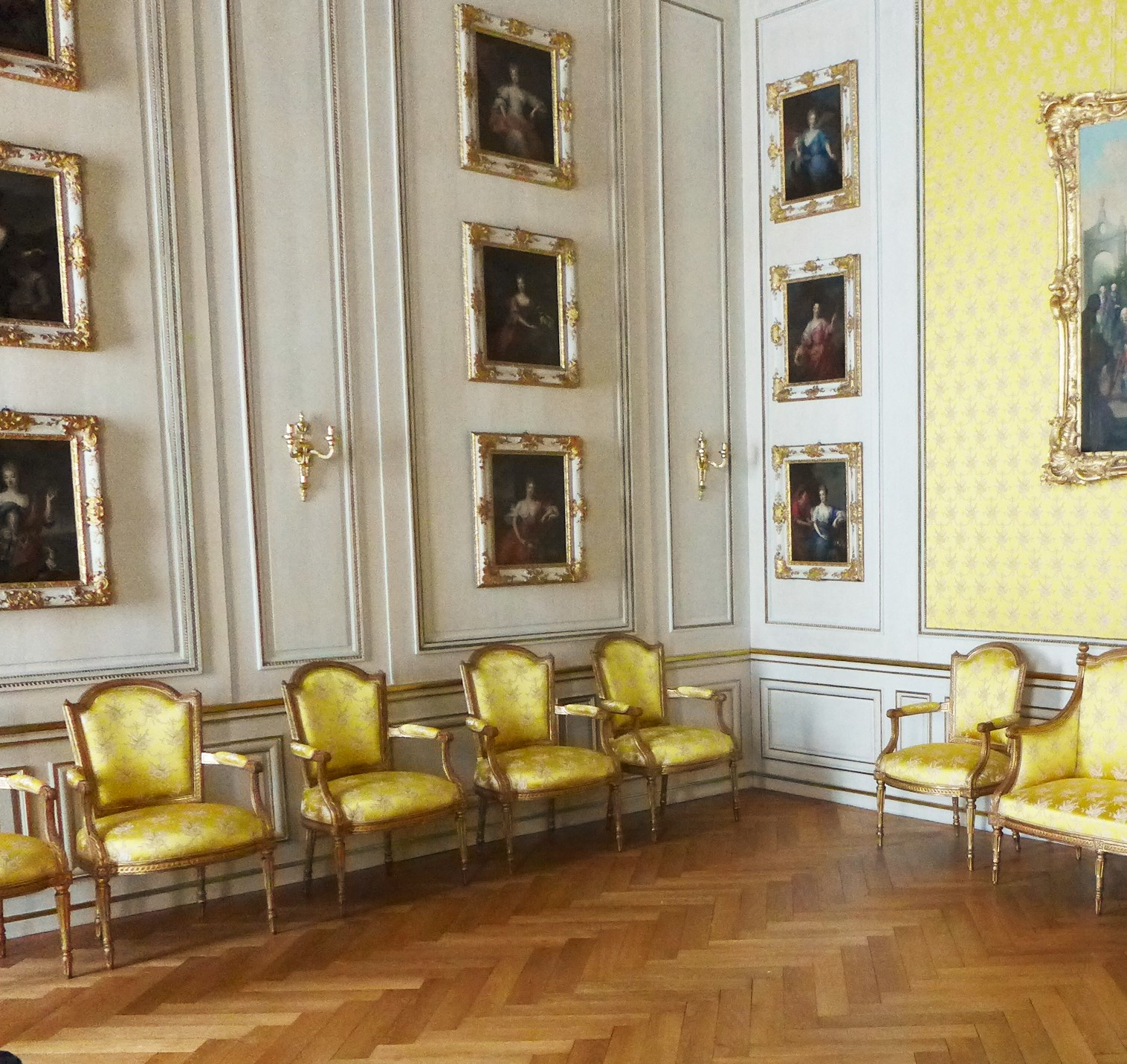
Grup de scaune din Castelul Karlsberg, astăzi în Castelul Nymphenburg

Mobilierul castelului Karlsberger a fost în principal creat de furnizorii curții regelui francez. O altă sursă a fost castelul Zweibrücker, din care a fost adus mobilierul în Karlsberg.
Garnitura scaunelor sofisticate, croite și aurite, consola meleor, ramele tablourilor, preum și argintăria, stinghiile tepetelor, tocurile ușilor și altele în această linie au fost fabricate de ebenistul francez al curții, Georges Jacob. De asemenea aportul l-a avut si sculptorul Francois-Joseph Duret. Argintăria venea de la Jean-Jacques Kirstein din Straßburg. Materialul tapetelor și husele de la mobilă din mătase sau de Damasc colorat au fost confecționate în Lyon. Printre sculptori se numără Martin-Claude Monot și Francois-Joseph Duret. Schițele de interior au fost realizate de Johann Christian von Mannlich și Jean-Démosthène Dugourc.

## Grădinile –Karlslust
Grădinile castelului se compun din trei părți: parcul de la castel, Karlslust și Hirschwürzloch. În timp ce partea situată direct la castel putea avea o puternică influență barocă, Karlslust, „Teufelsloch” (valea numită așa datorită regiunii sumbre și sălbatice de odinioară), era mai mult o grădină în stil englez. Un plan de ansamblu pentru grădini exista mai puțin probabil. Mannlich a relatat în memoriile sale, că a furnizat diferite schițe gradina castelului. De asemenea Friedrich Ludwig von Sckell a lucrat după unele informații de două ori pentru ducele de Zweibrücker, dar fără a specifica exact operele.
Posibil însă a fost grădinarul curții Zweibrücker Johann Ludwig Petri. De asemenea servea ca gradinar al curții Karlsberg, Ernst August Bernhard Petri și Bernhard Petri, la fel ca Matthias Sckell, frate cu Friedrich Ludwig von Sckell.

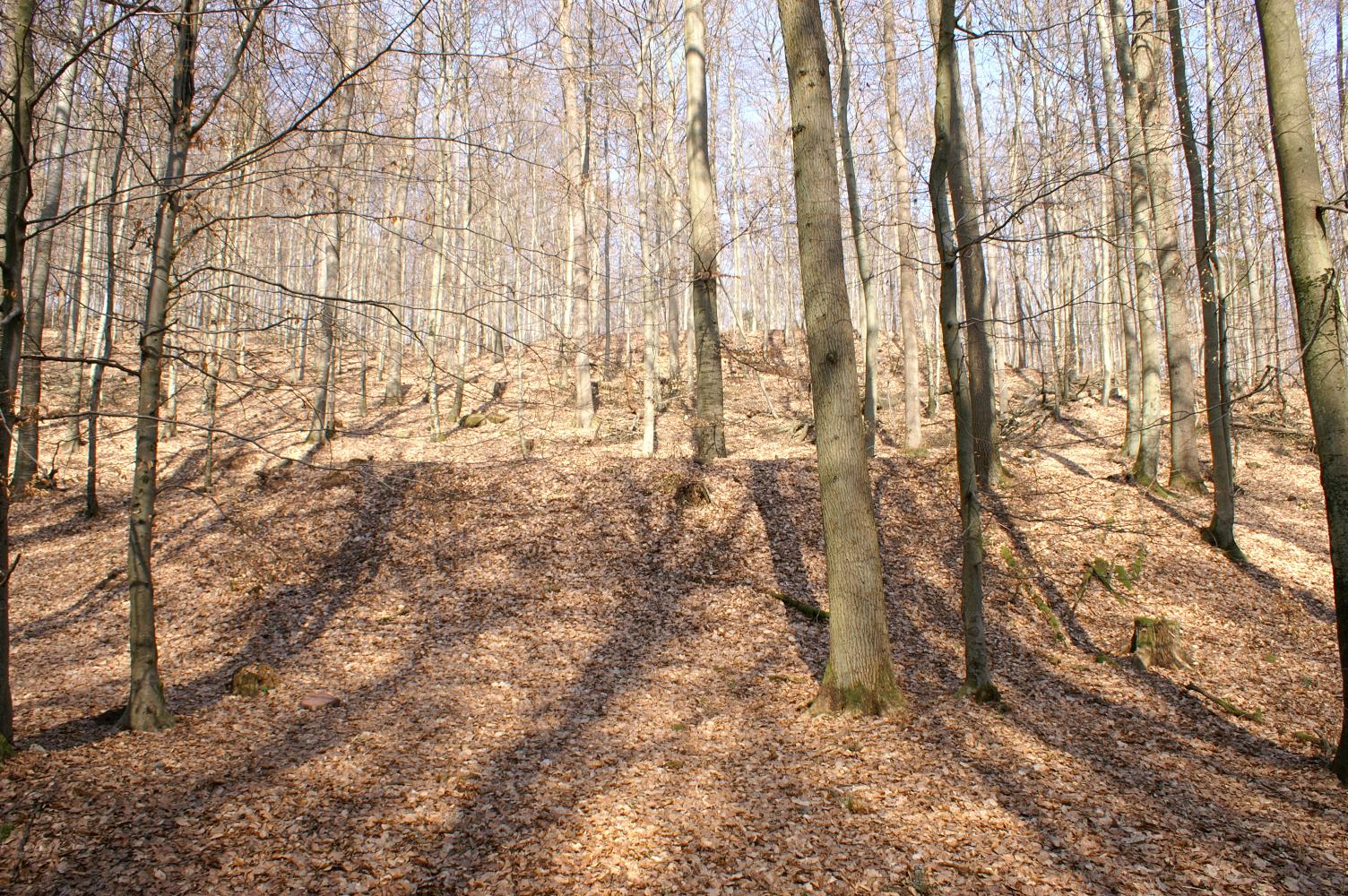
Terase în Karlslust
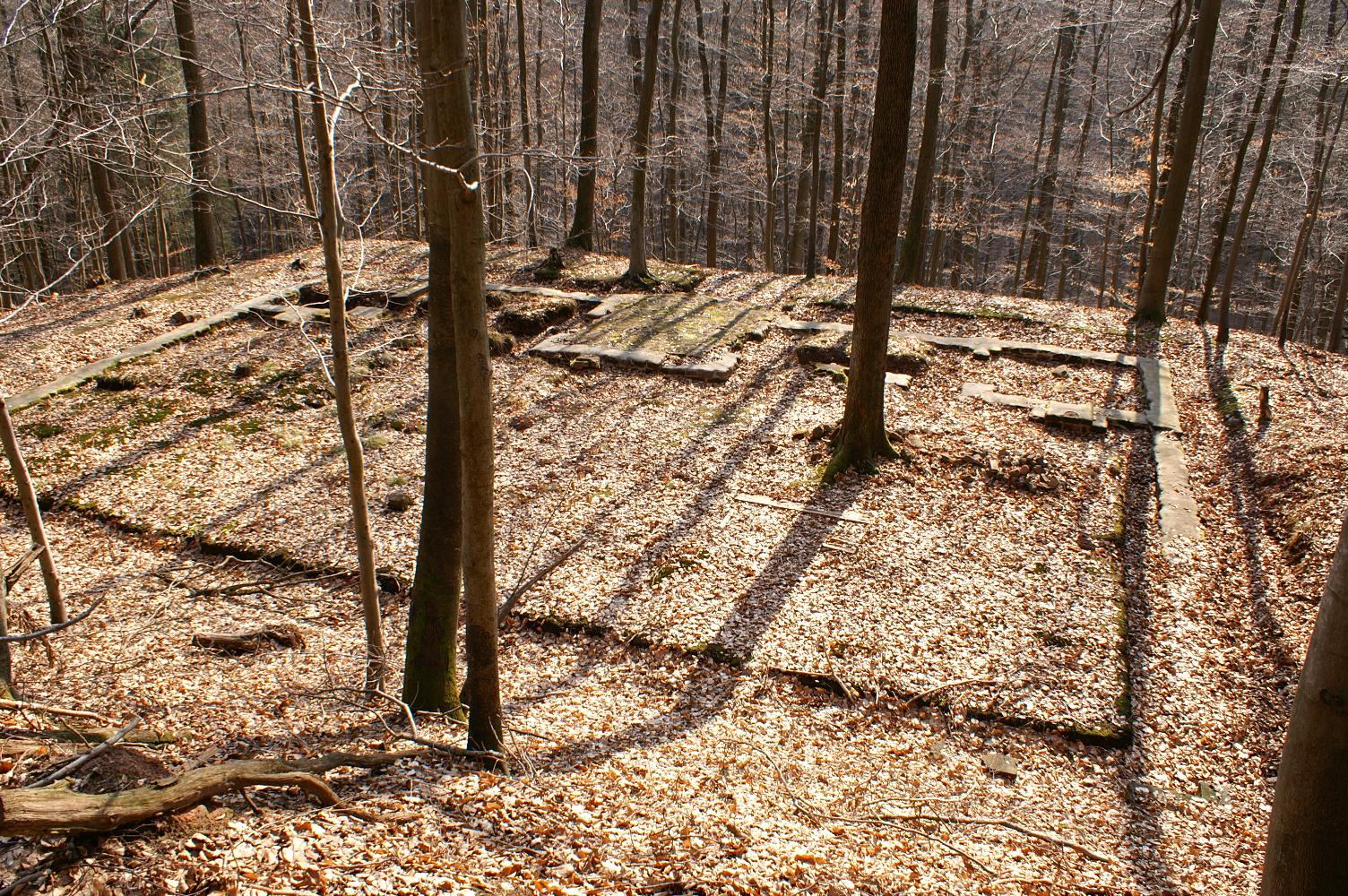
Privire asupra Trilagenpavillon
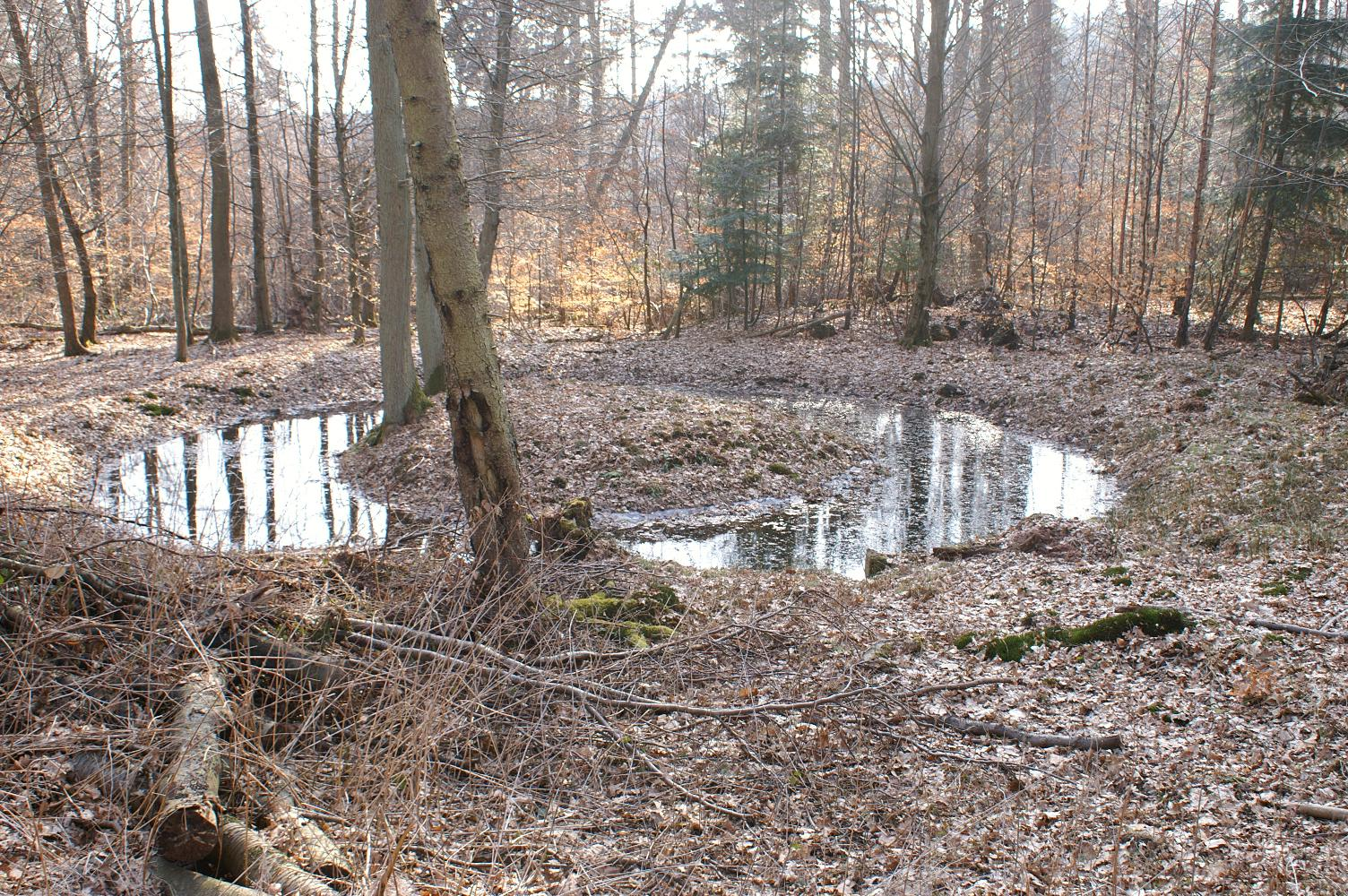
Fântână la intrarea în Karlslust
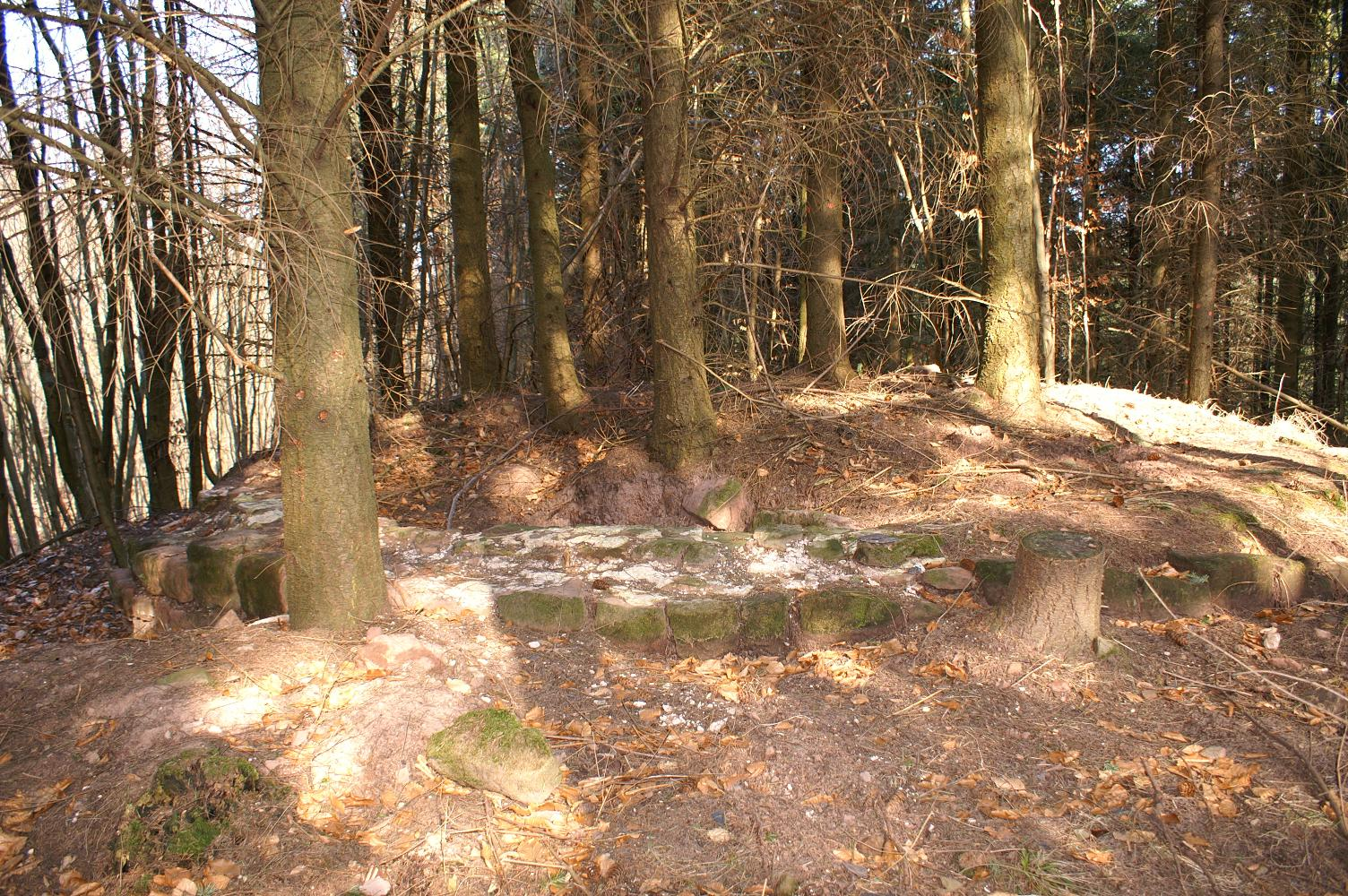
Fundamentul unui pavilion
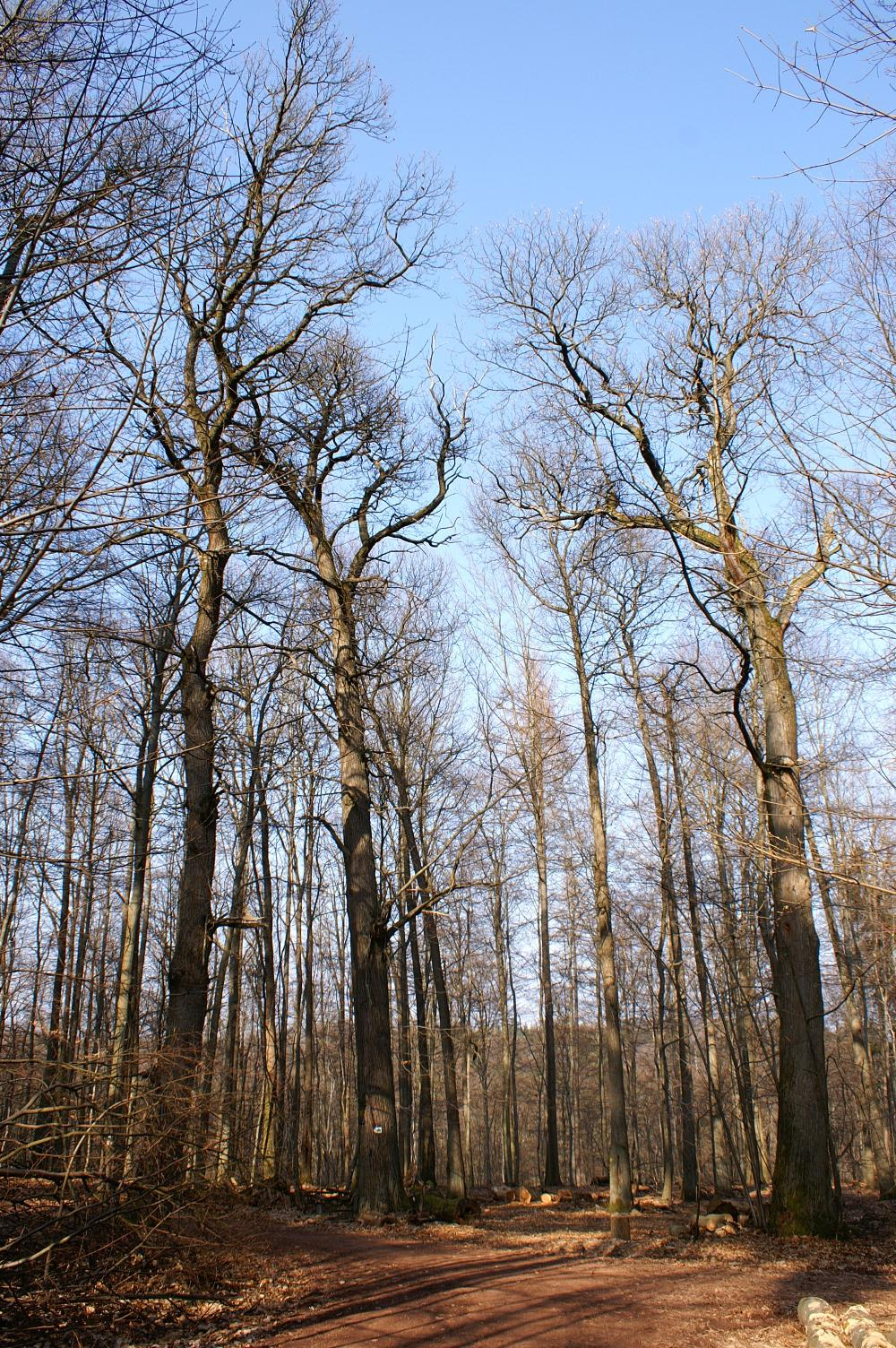
Castanele ducelui (Herzogskastanien) în Karlslust
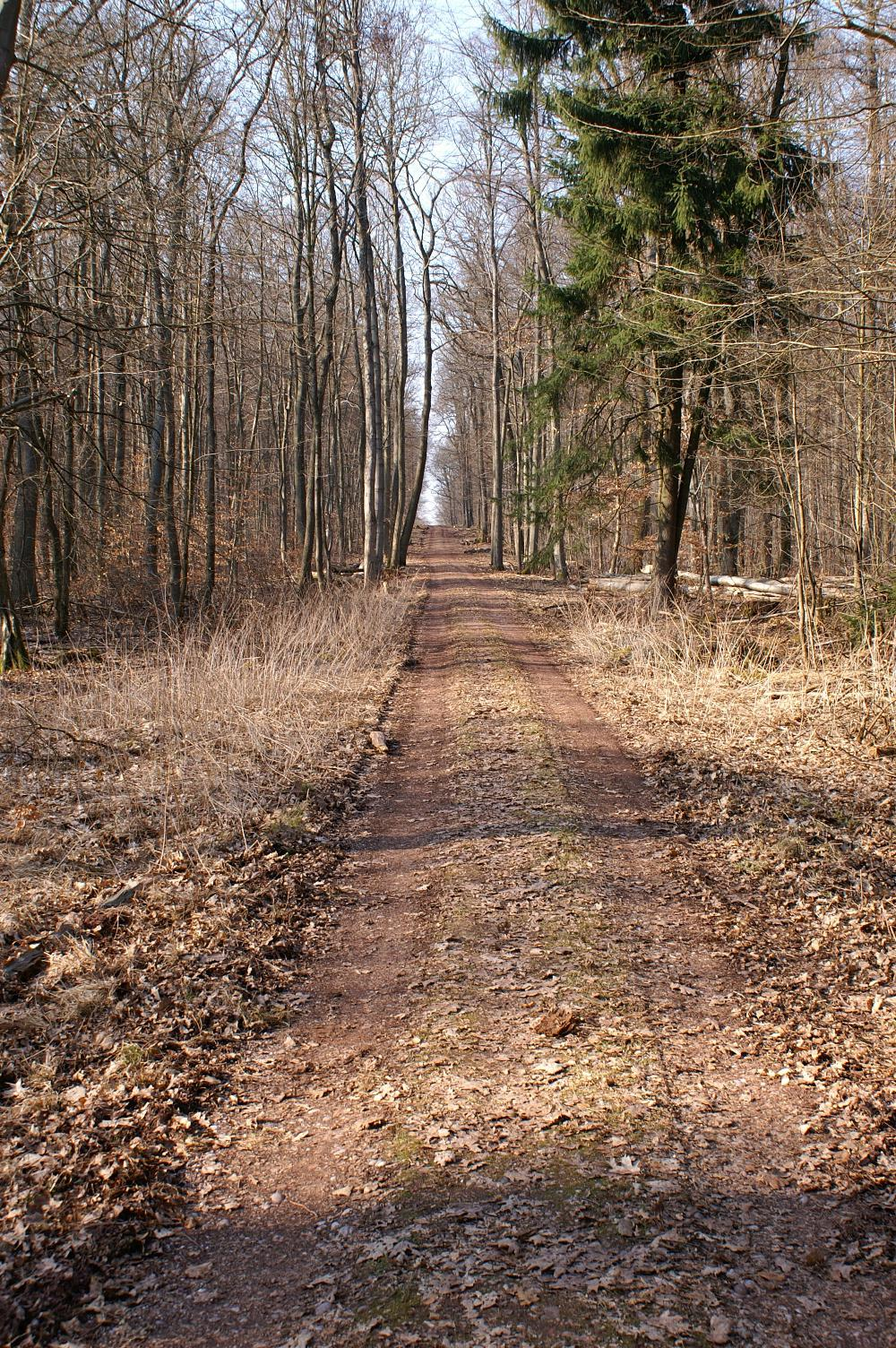
Aleea cu meri (Apfelallee), legătură la Karlslust

### Herzogskastanien
Herzogskastanien a fost o parte din grădina Karlslust. Copacii au fost plantați în timpul lui Ducelui Karl al II-lea August și au supraviețuit în timpul distrugerii castelului. Au căzut în timpul uraganului „Wiebke”, din 1990.

### Pavilion-Tschifflik– Marea cascadă
Așa numiul pavilion Tschifflik este o clădire în Karlslust. Denumirea și utilizarea exactă este astăzi necunoscută. Această ruină s-a numit până la săpăturile arheologice din anul 1950 Kapelle (capelă). Pavilionul este o clădire în stil turcesc, care în combinație cu marea cascadă (Kaskade) reprezintă unul din cele mai importante puncte din Karlslust. Modelul pentru această construcție îl reprezintă Tschifflik, situat în Fasanerie din Zweibrücken, în perioada regelui polon Stanisław Leszczyński. La o explozie din 20 decembrie 1785 mai mulți oameni și-au pierdut viața.
„Große Kaskade” are o înclinație de 10 la o înălțime de 1,5 m și suprafața a treptelor de 10 x 10–15 m. Nu departe de Kaskade sunt ruinele marelui bazin (Großen Bassin).
Datorită cercetărilor actuale se poate pleca de la premiza că, ruinele din Karlslust nu provin de la Tschifflik , ci de la clădirea, ce se găsea pe o terasă, vizavi de marea cascadă .

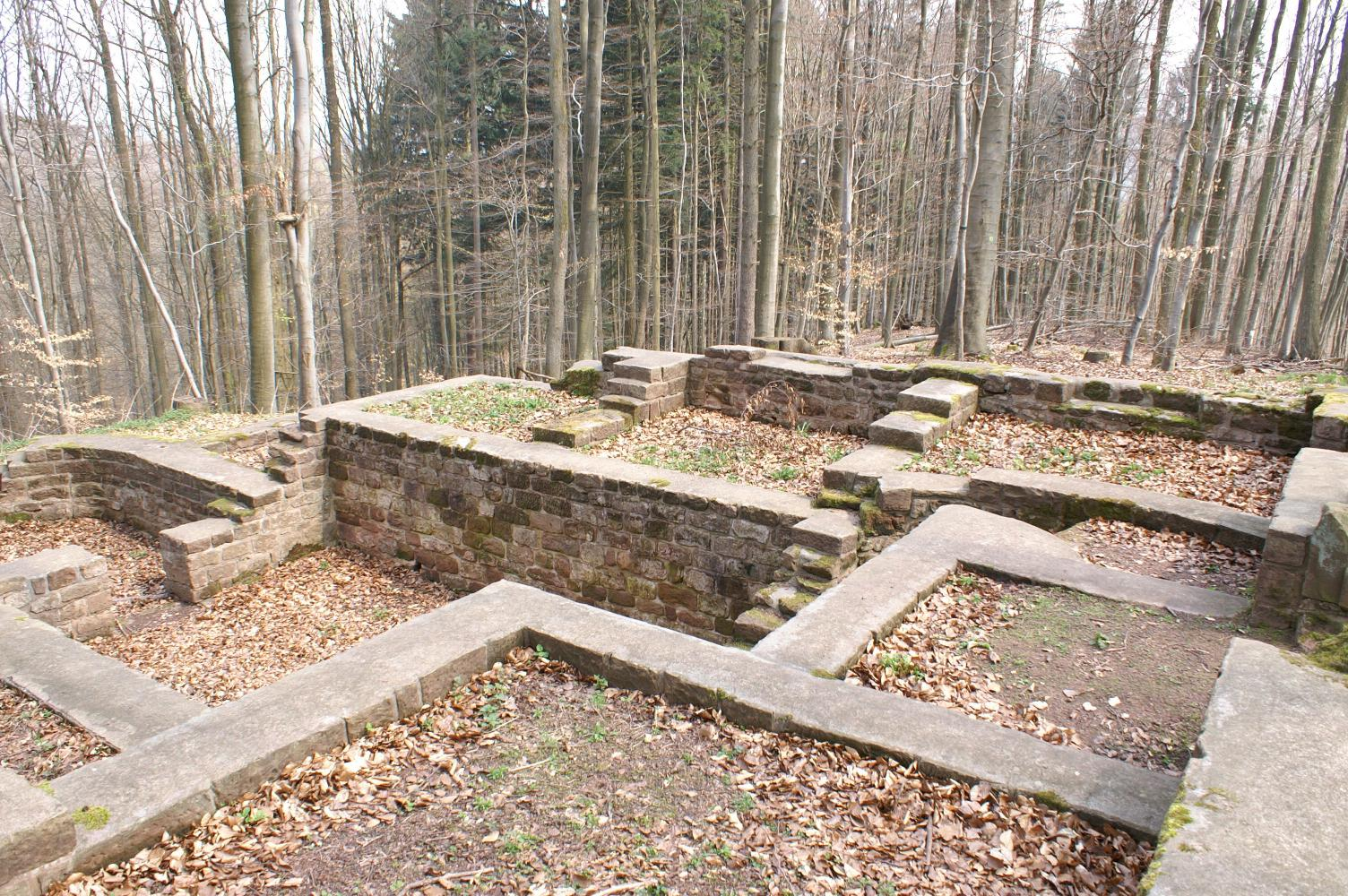
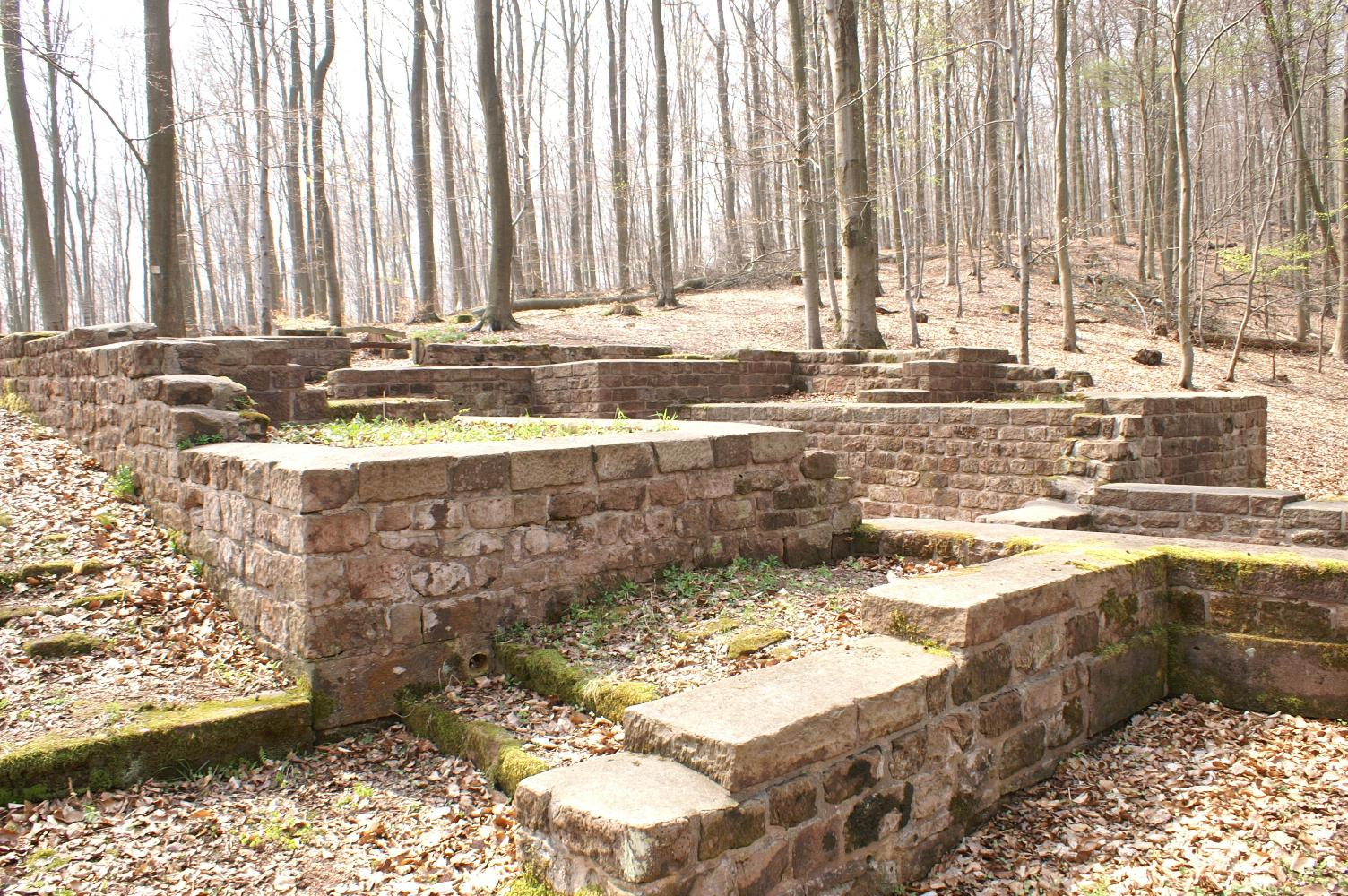
Ruinele pavilionului „Tschifflik”
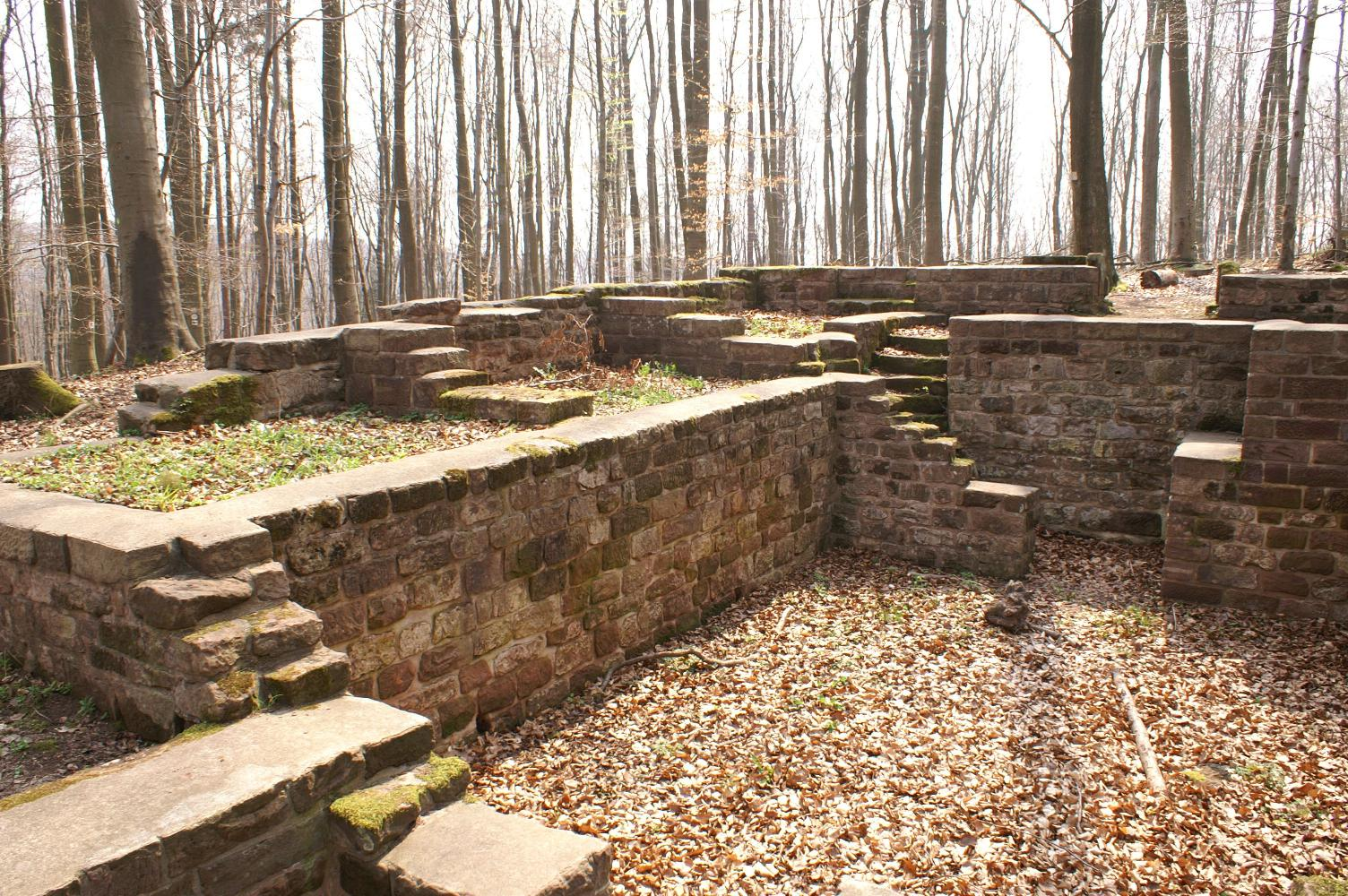
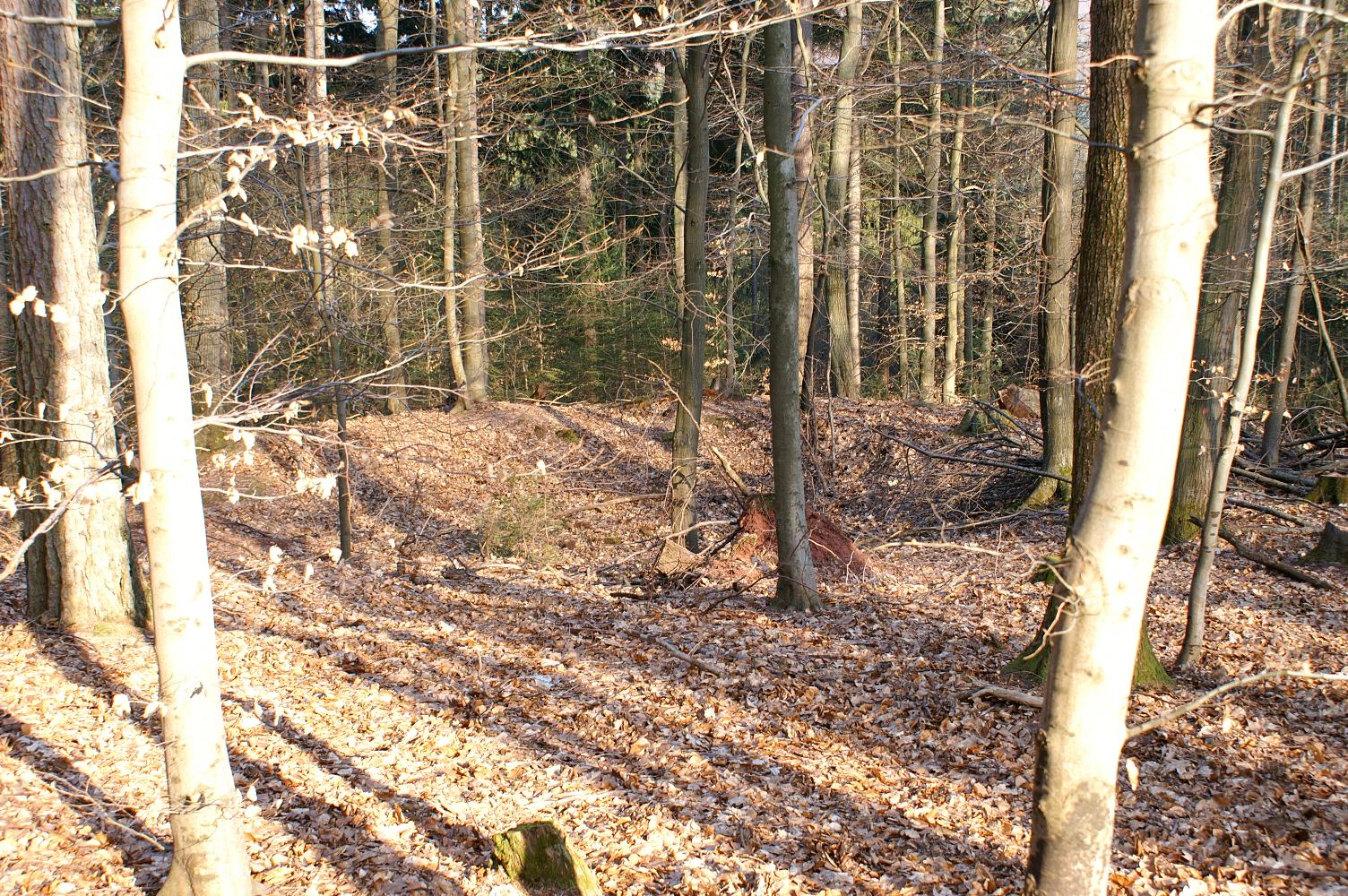
Bazinul marei cascade
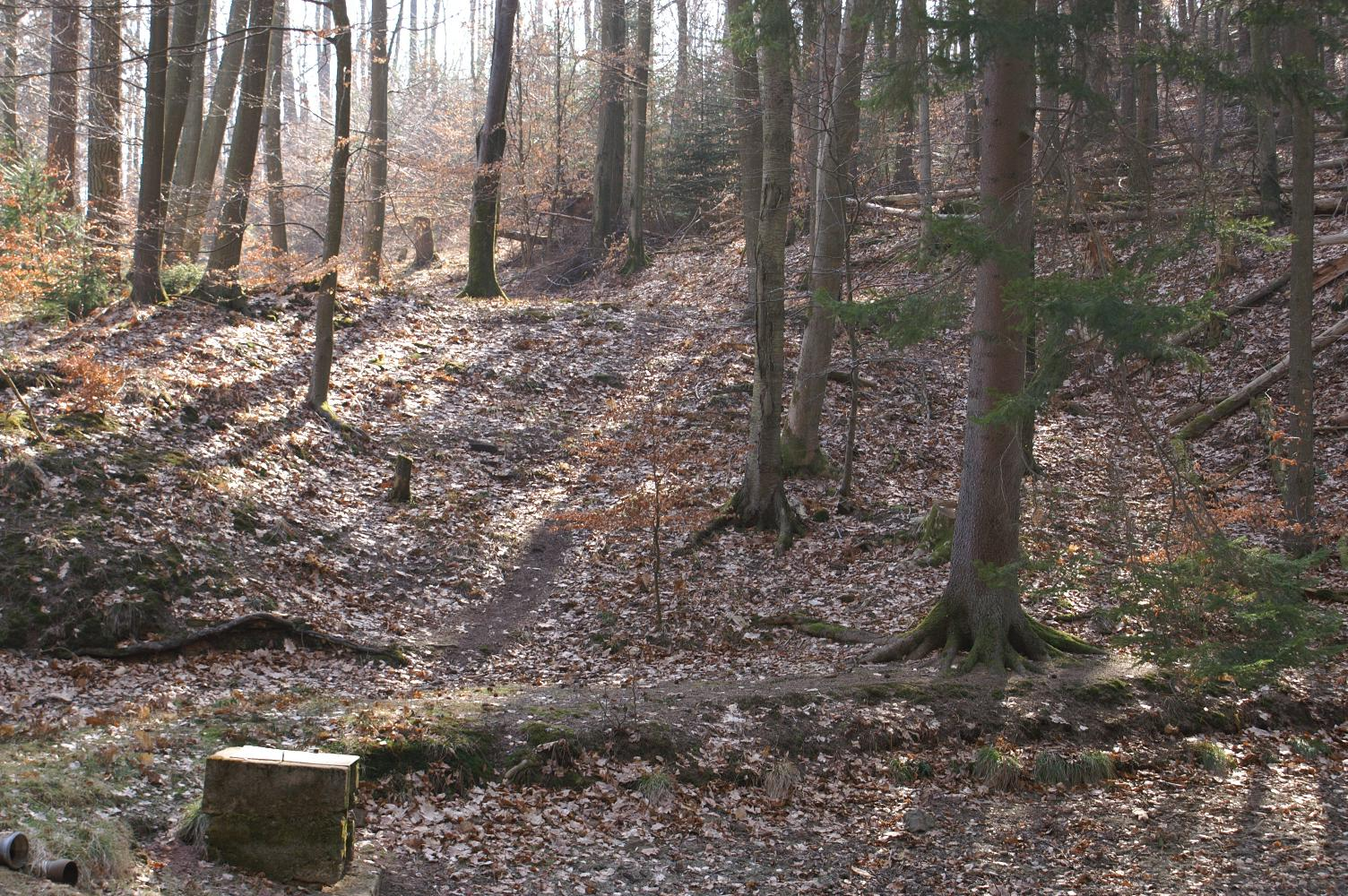
Gura de vărsare a cascadei în „Schwanenweiher”
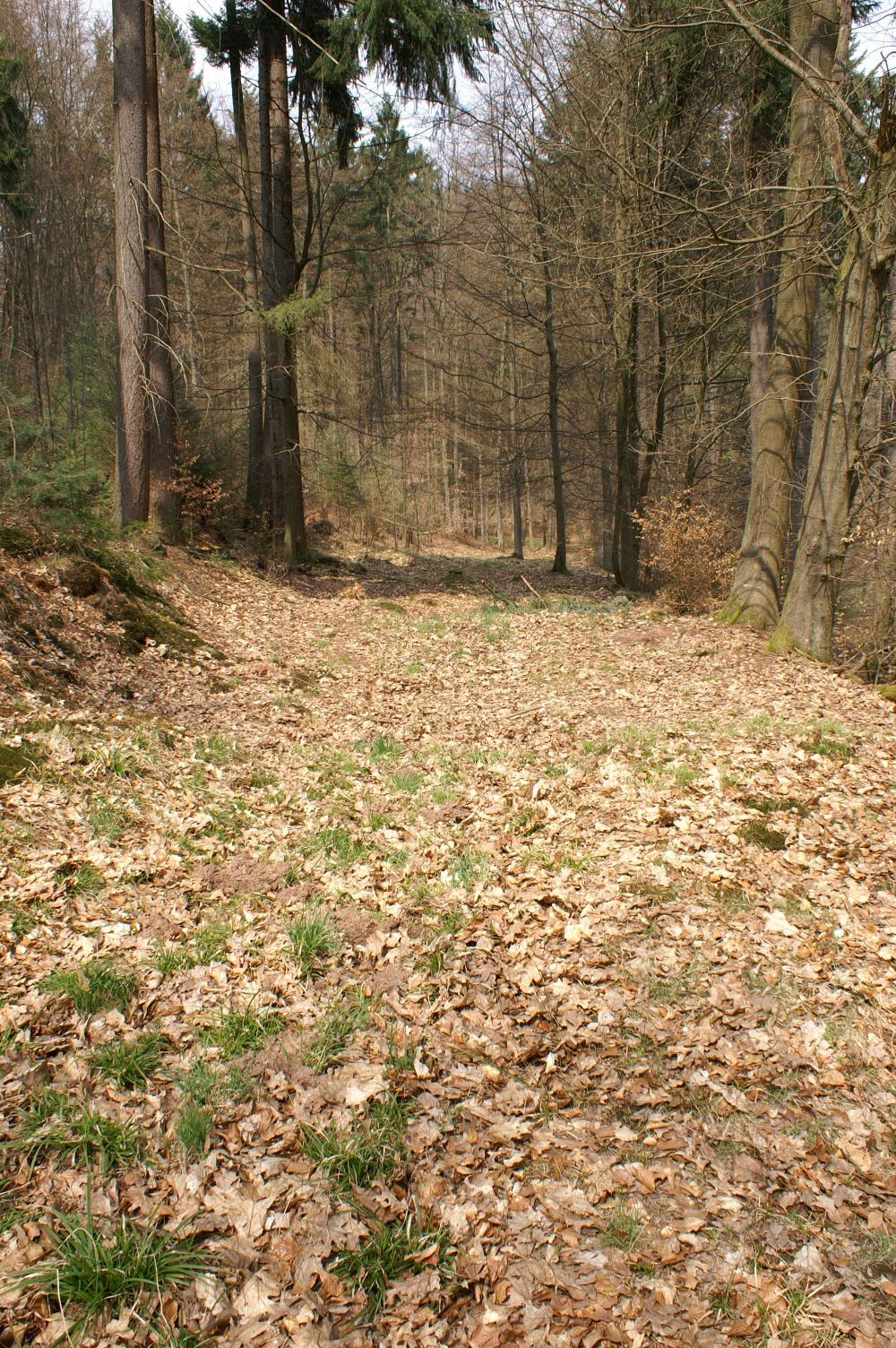
Privire de-a lungul cascadei în vale
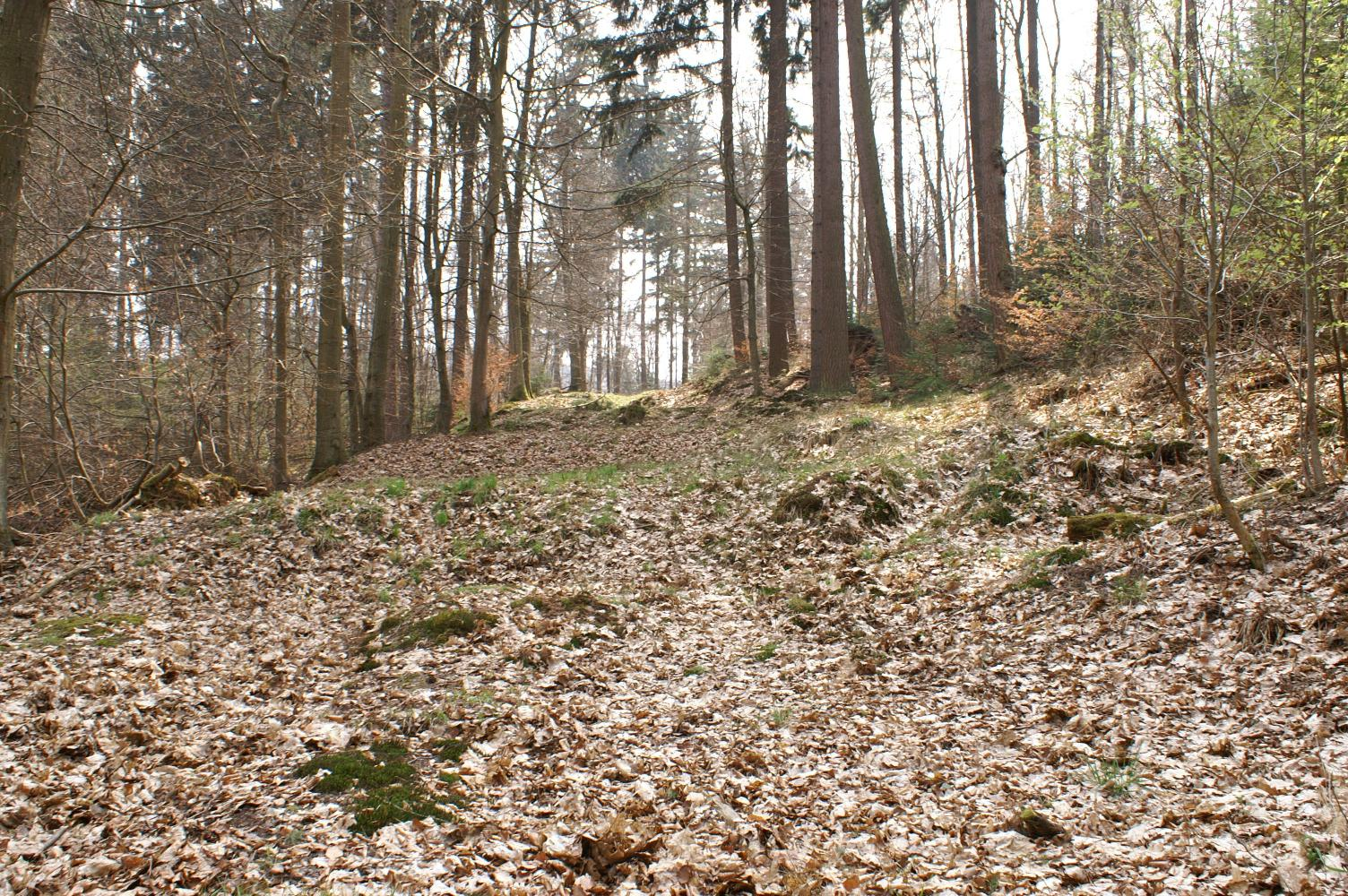
Privire de-a lungul cascadei
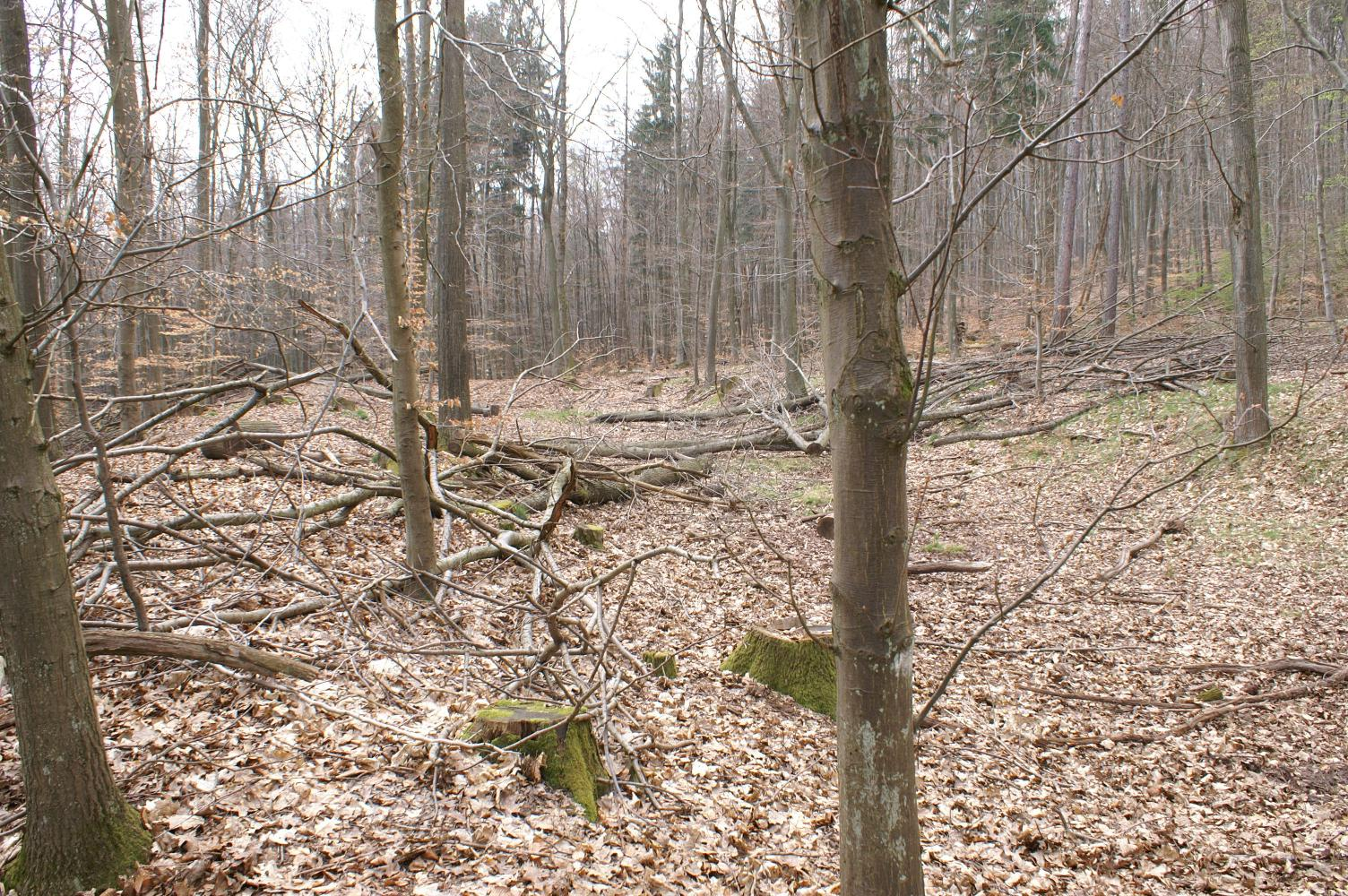
Bazinul cascadei

### Bärenzwinger
Bärenzwinger reprezintă 19 „cuști” repartizate în cerc și o lojă. În mijloc se află un lac cu o insulă de formă pătrată, pe care stă pavilionul. O construcție asemănătoare se poate încă vedea astăzi la grădinile din  Castelul Schwetzingen.

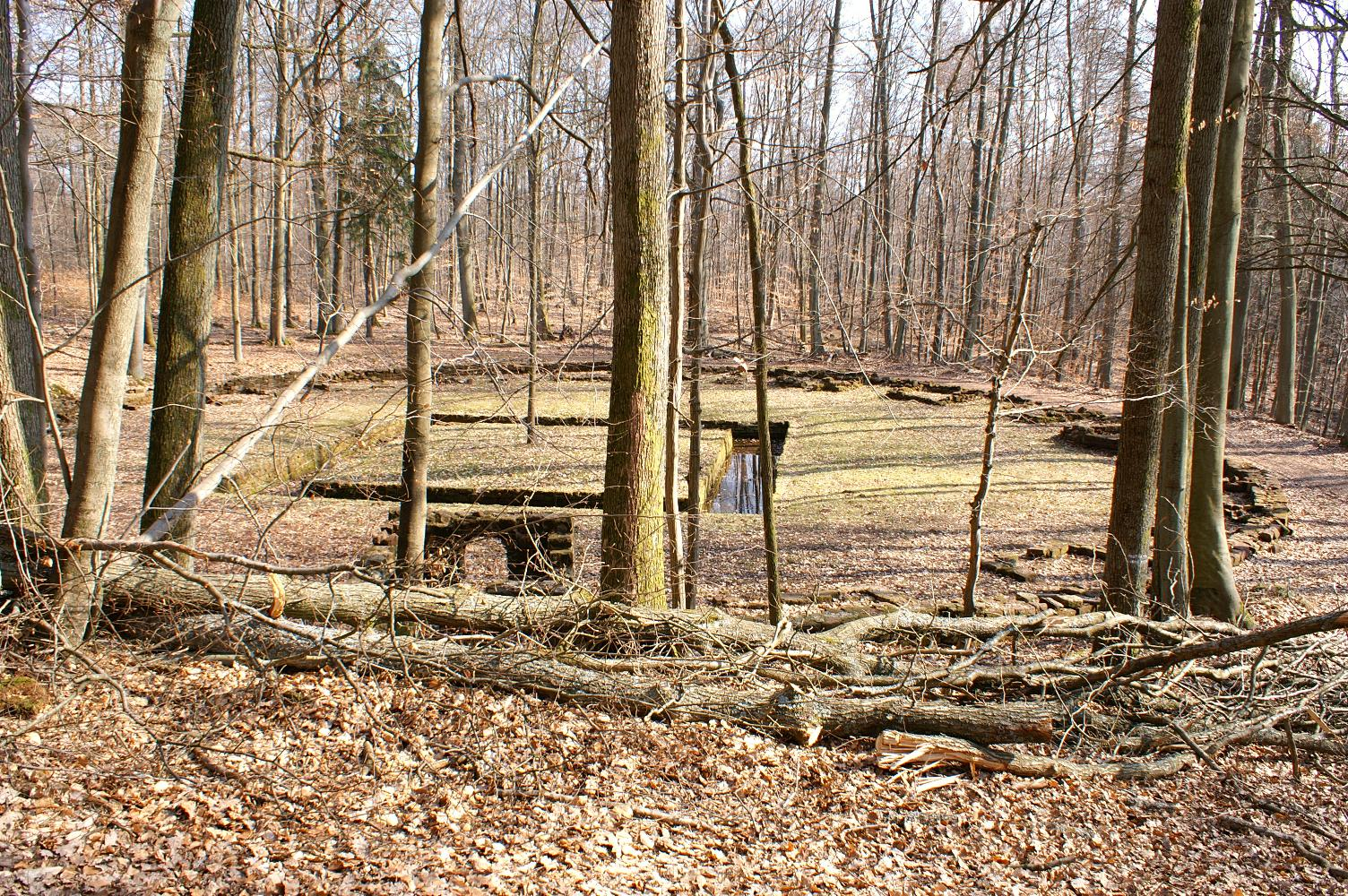
Vedere spre „Bärenzwinger“
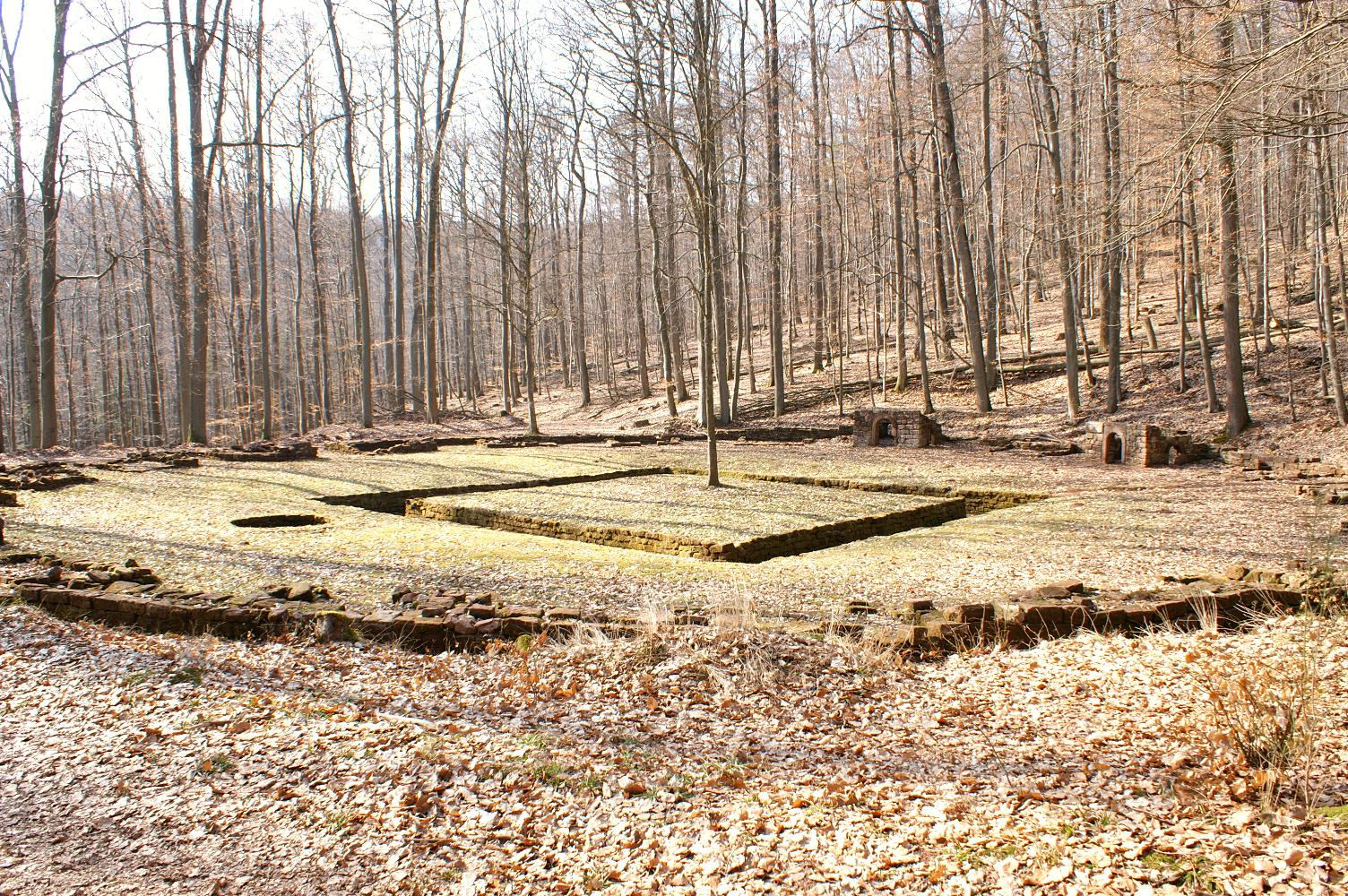
Vedere spre „Bärenzwinger“
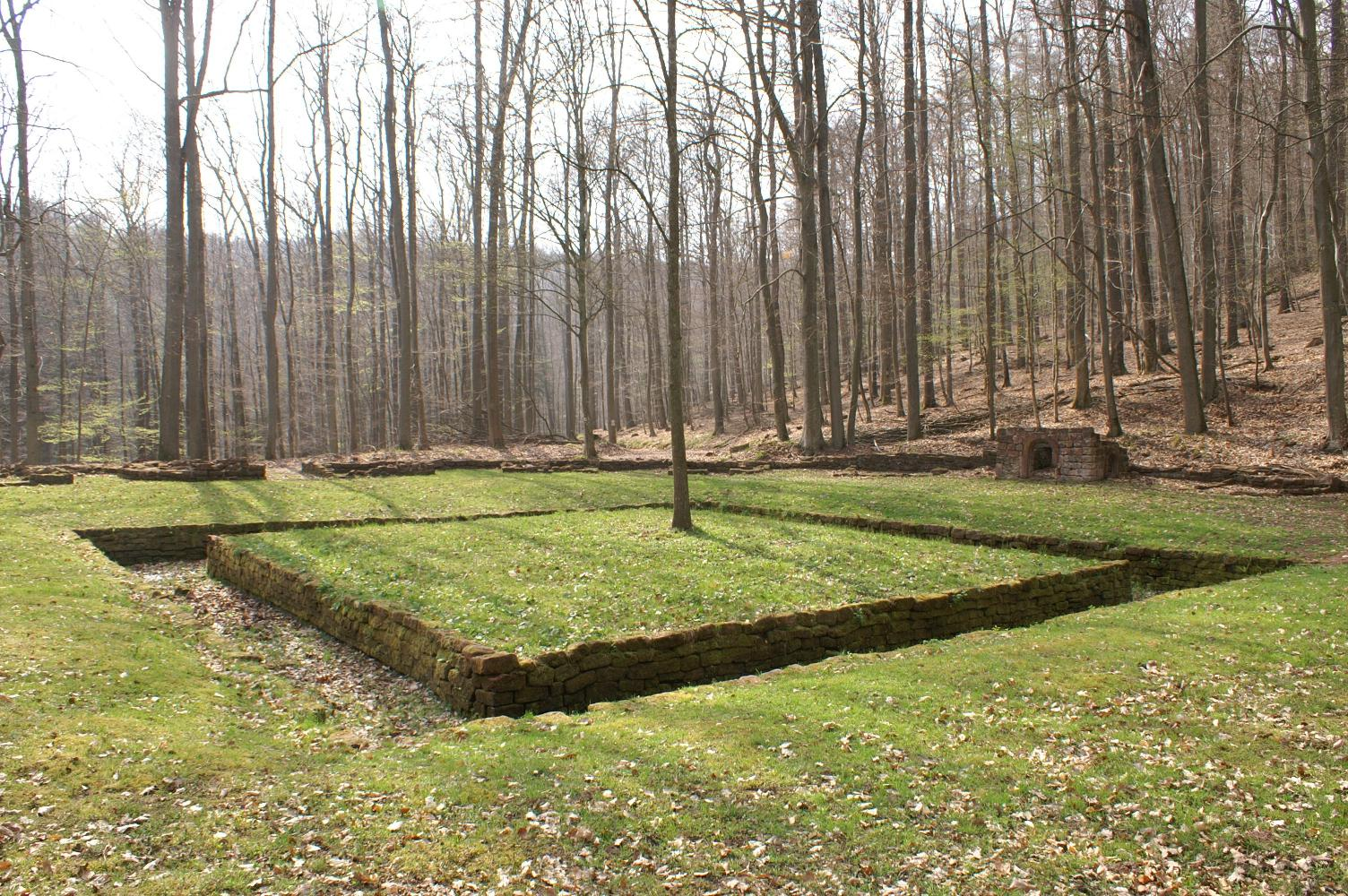
Insula din „Bärenzwinger“

### Schwanenweiher
În centrul văii Karlslust se află trei heleșteie (Weiher) „Schwanenweiher”. Heleșteul cel mai de sus este bazinul de disipație al cascadei mari. De la el se racordează alte două heleșteie. 

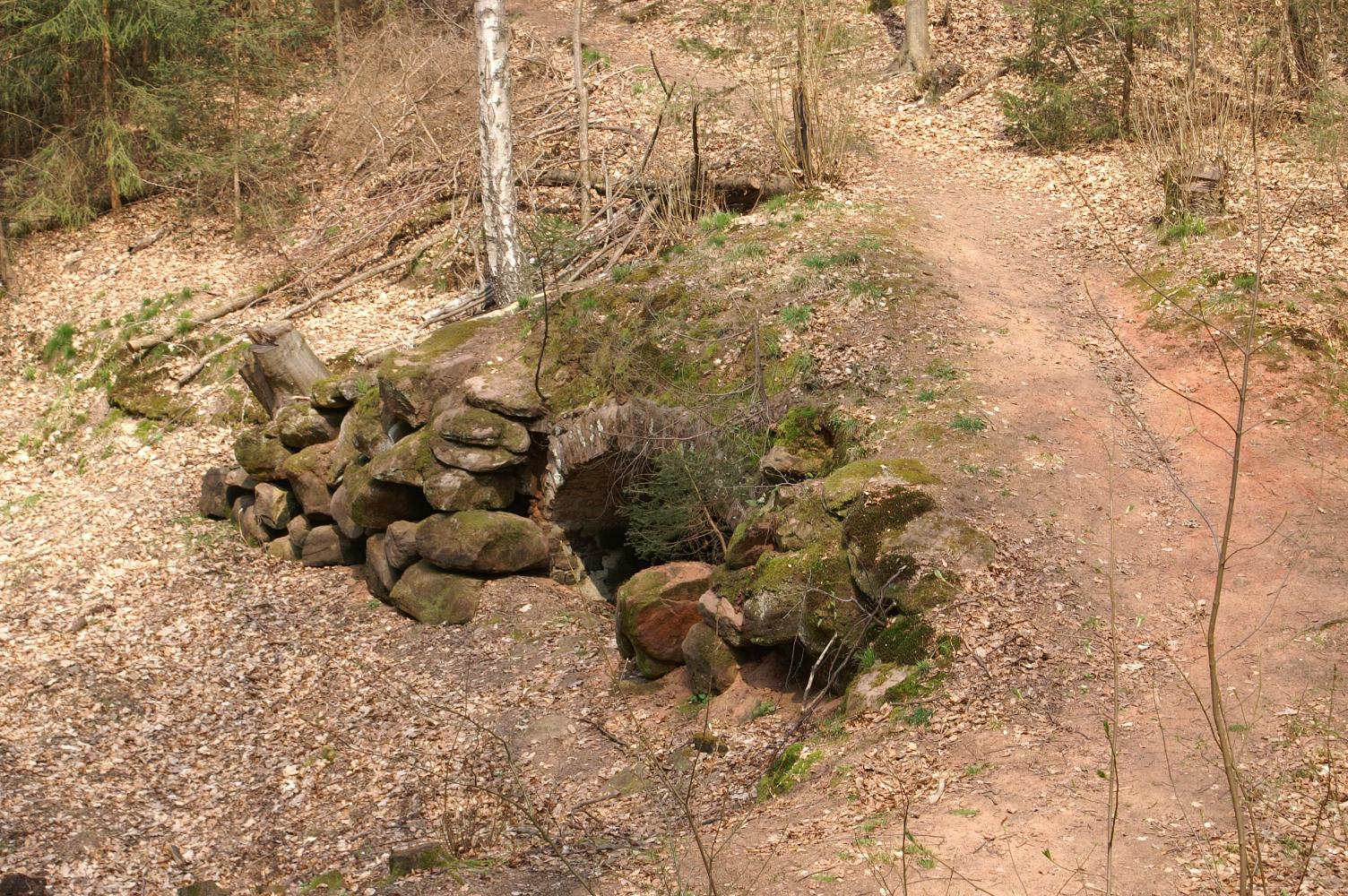
Drenaj la heleșteul „Schwanenweiher”, înainte de restaurare
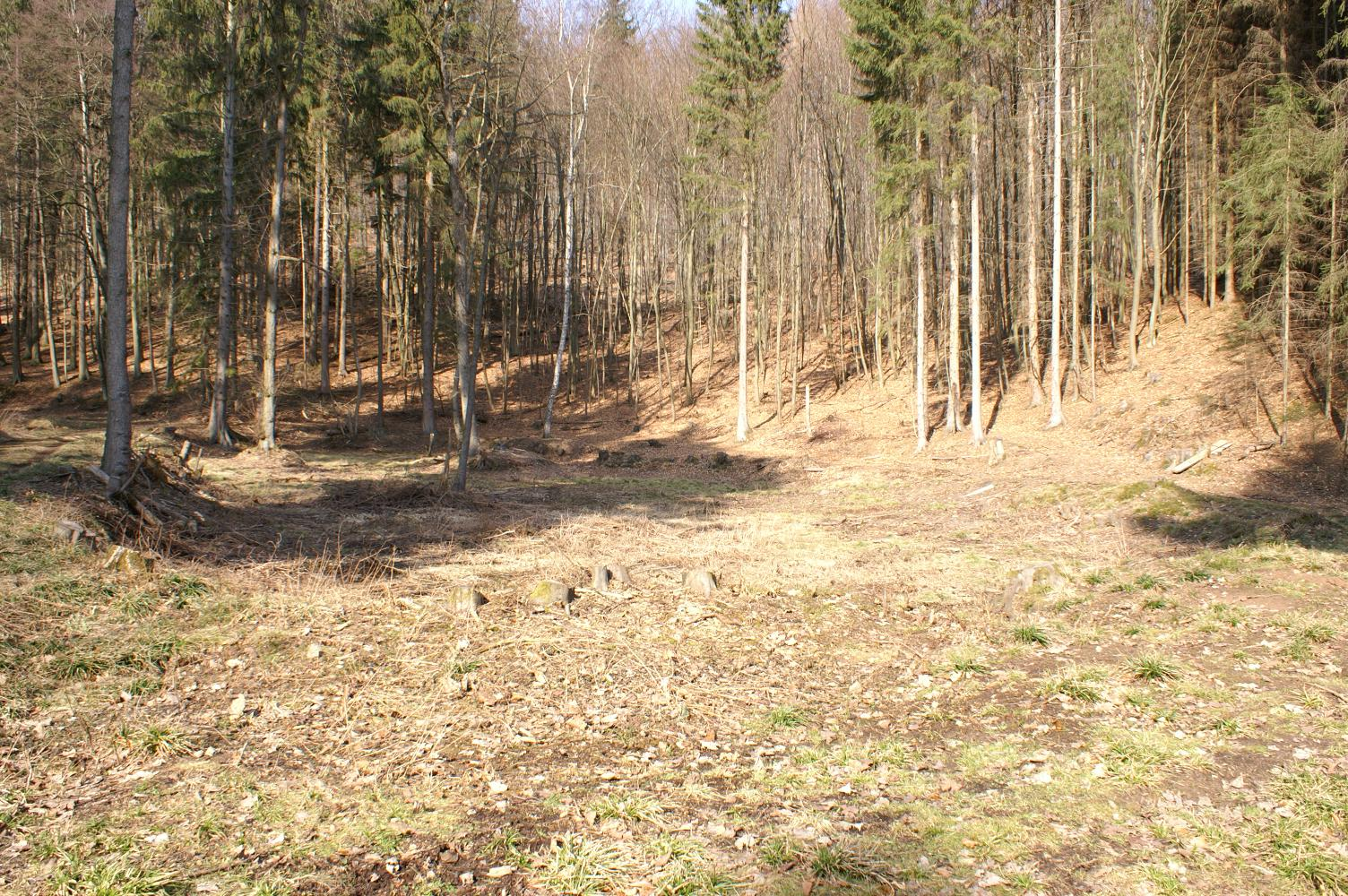
Heleșteul „Schwanenweiher” din mijloc, înainte de restaurare
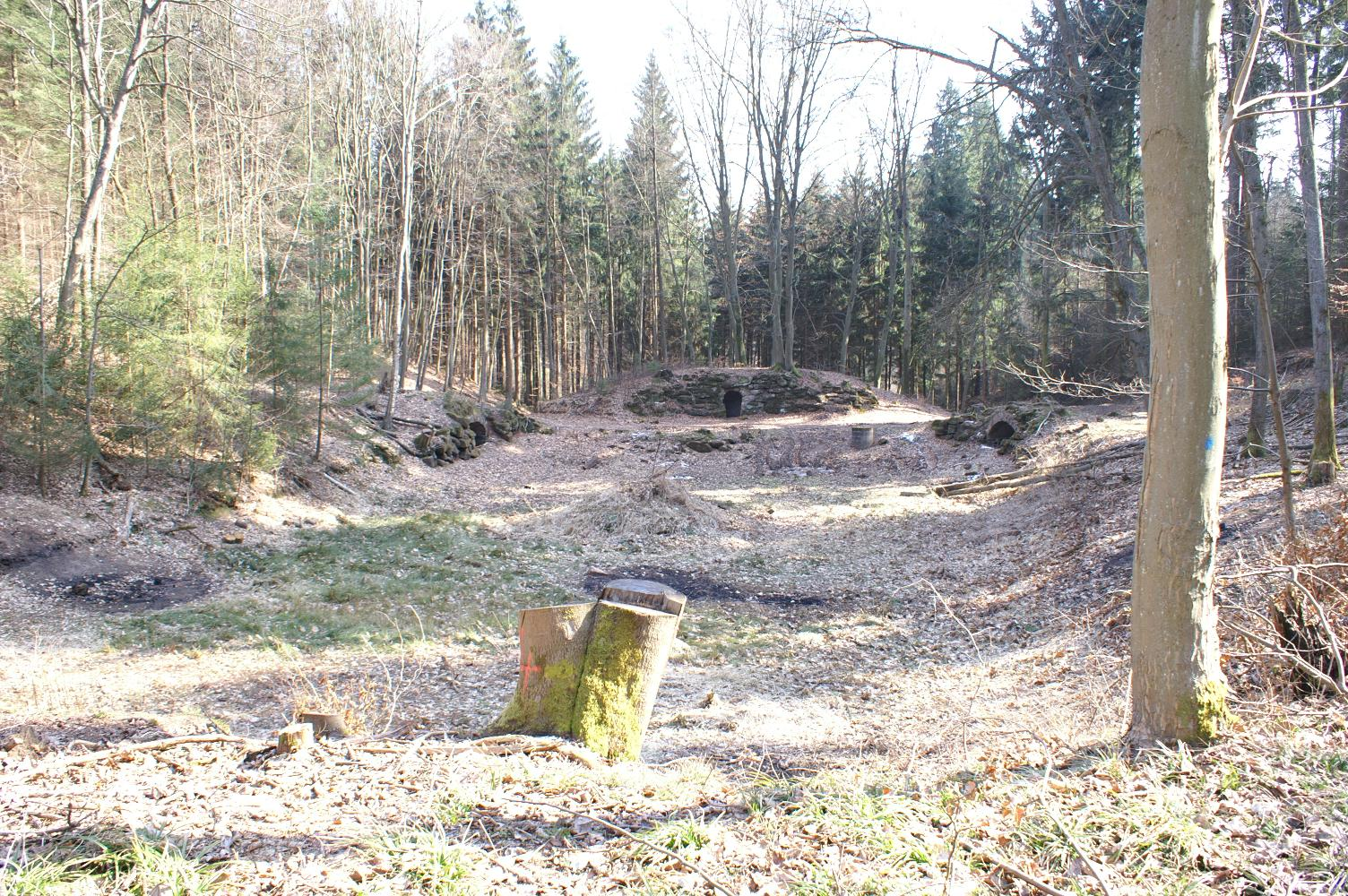
Heleșteul „Schwanenweiher” de jos cu tumul, înainte de restaurare
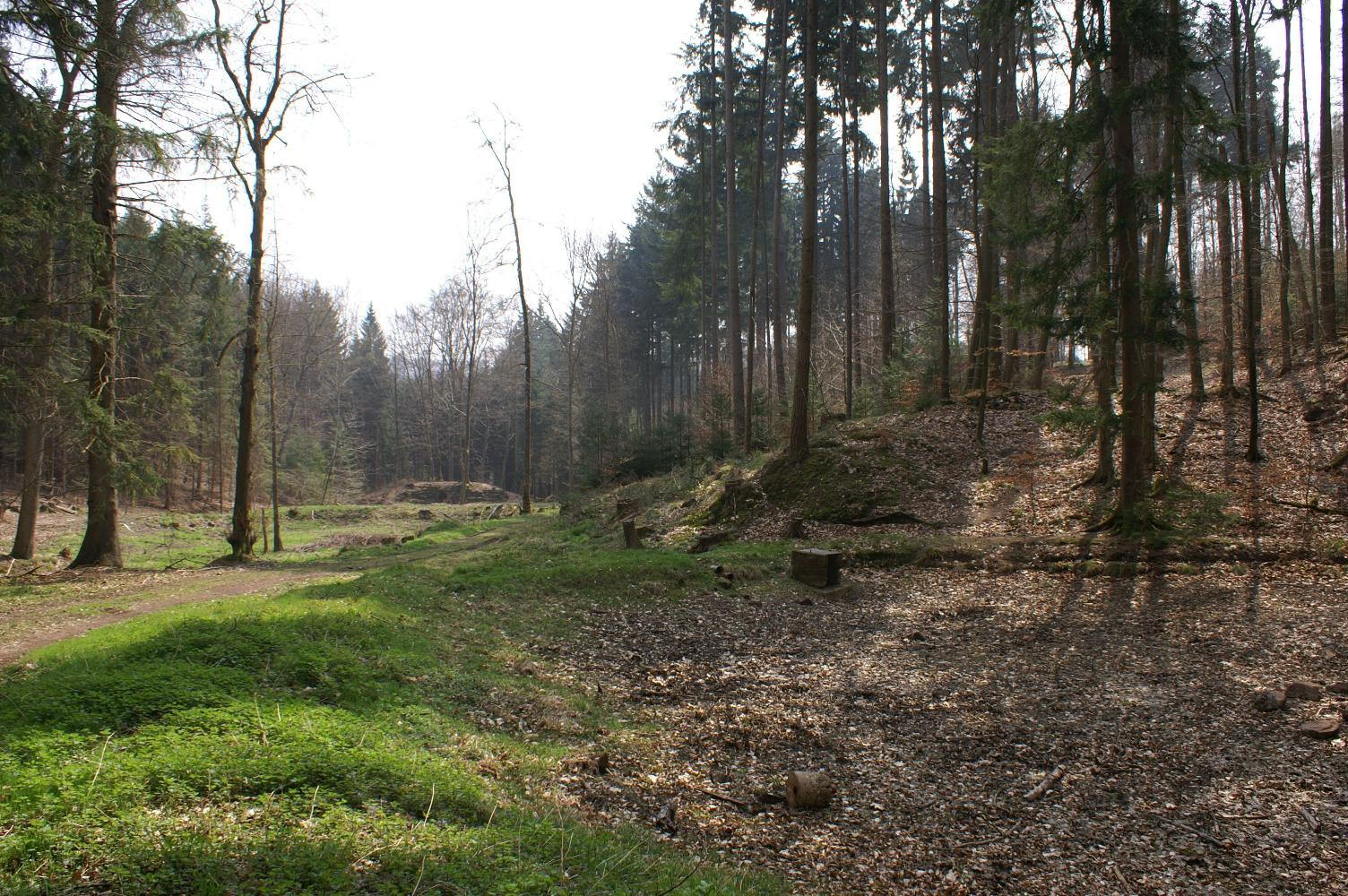
Heleșteul „Schwanenweiher”, cascada și tumulul
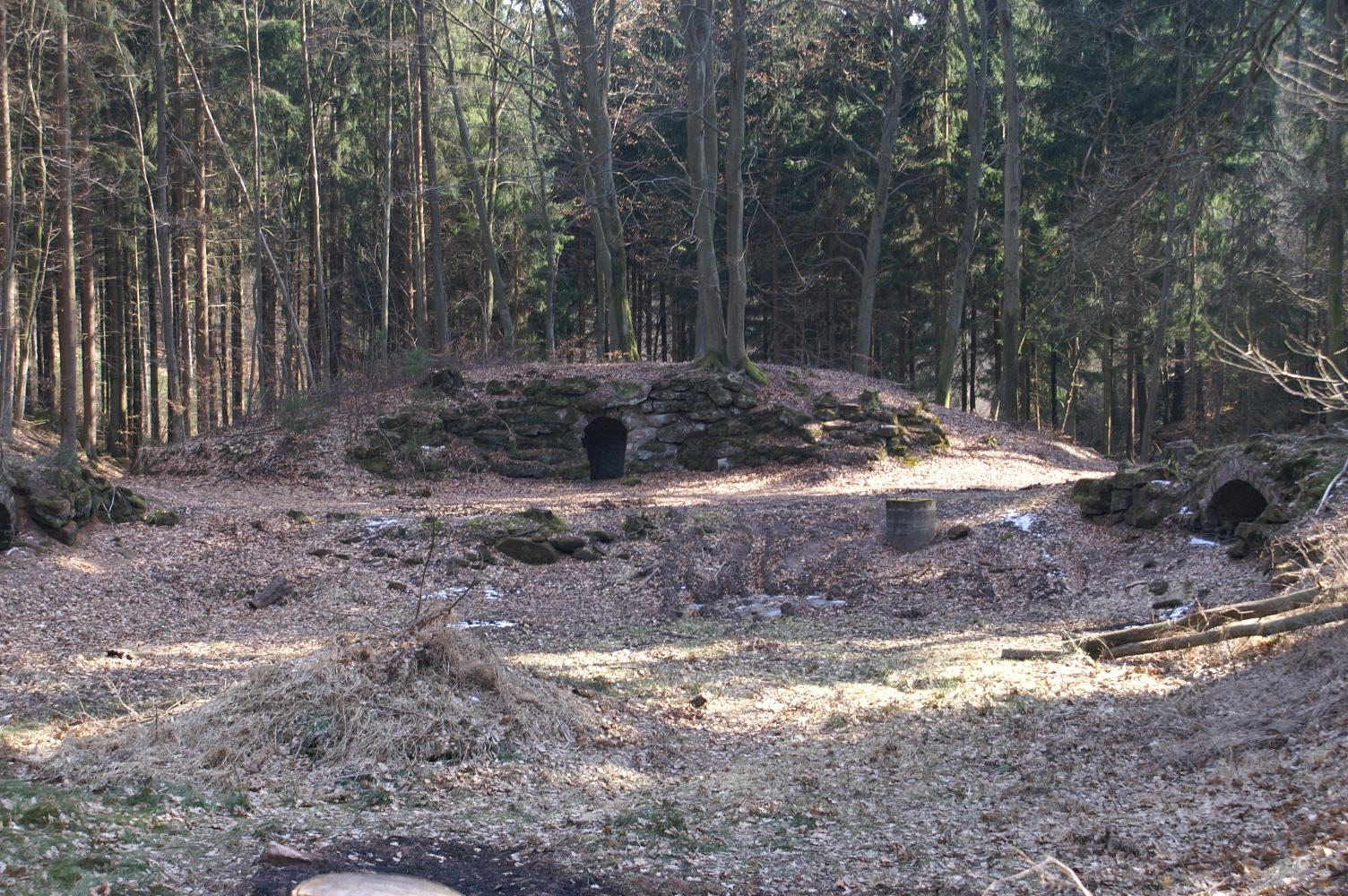
Tumul, înainte de restaurare
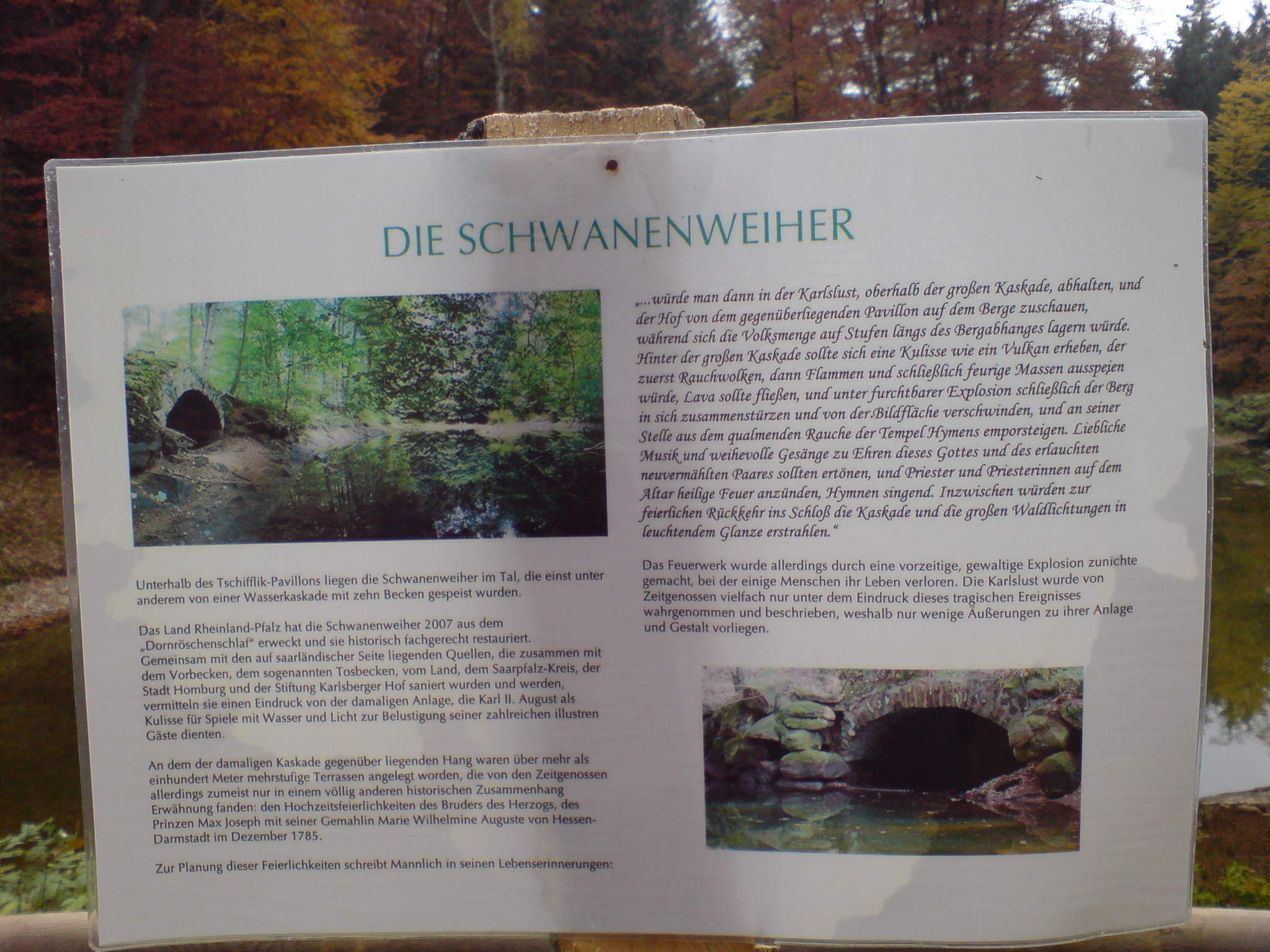
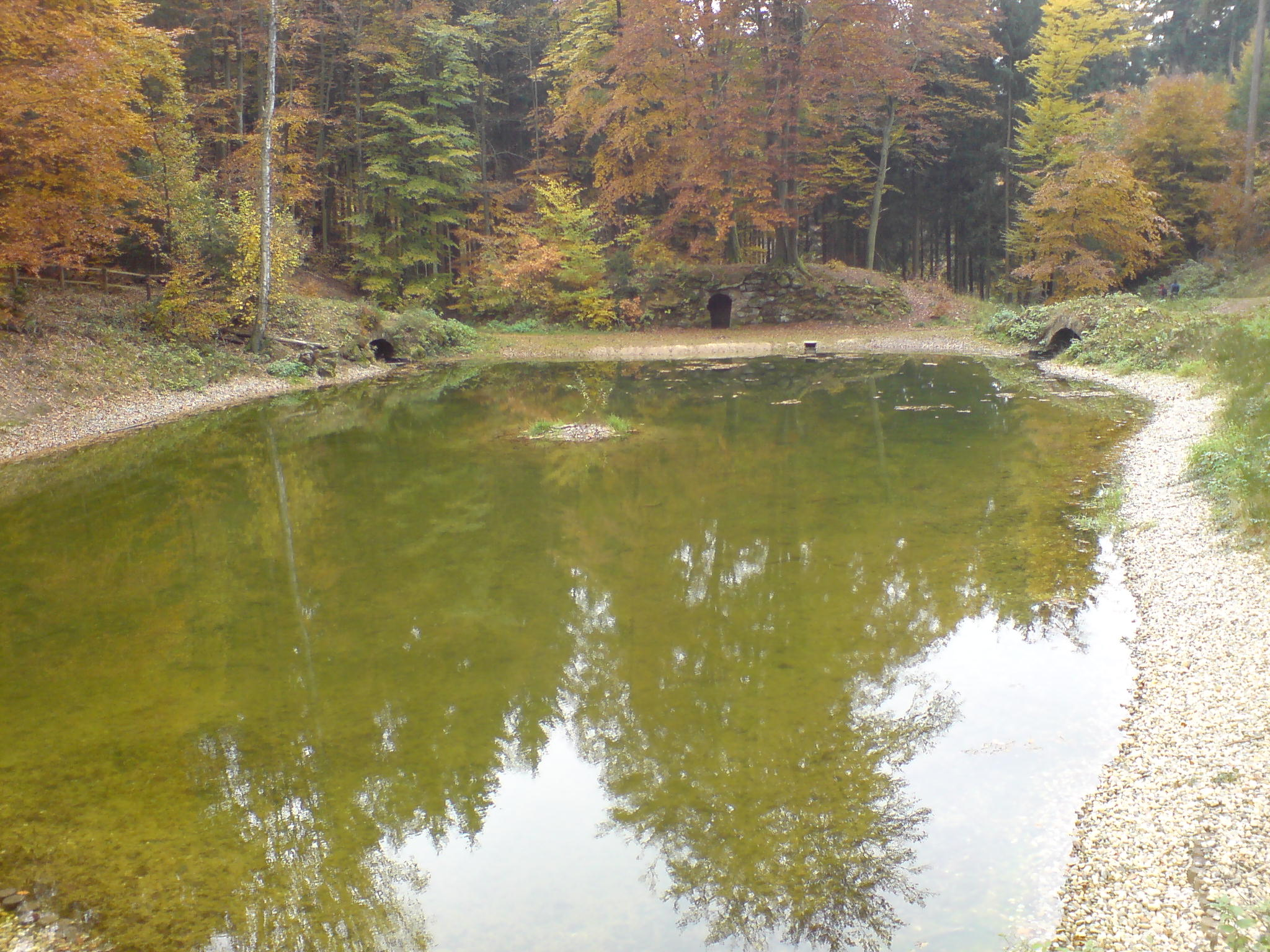
Schwanenweiher de jos cu tumul
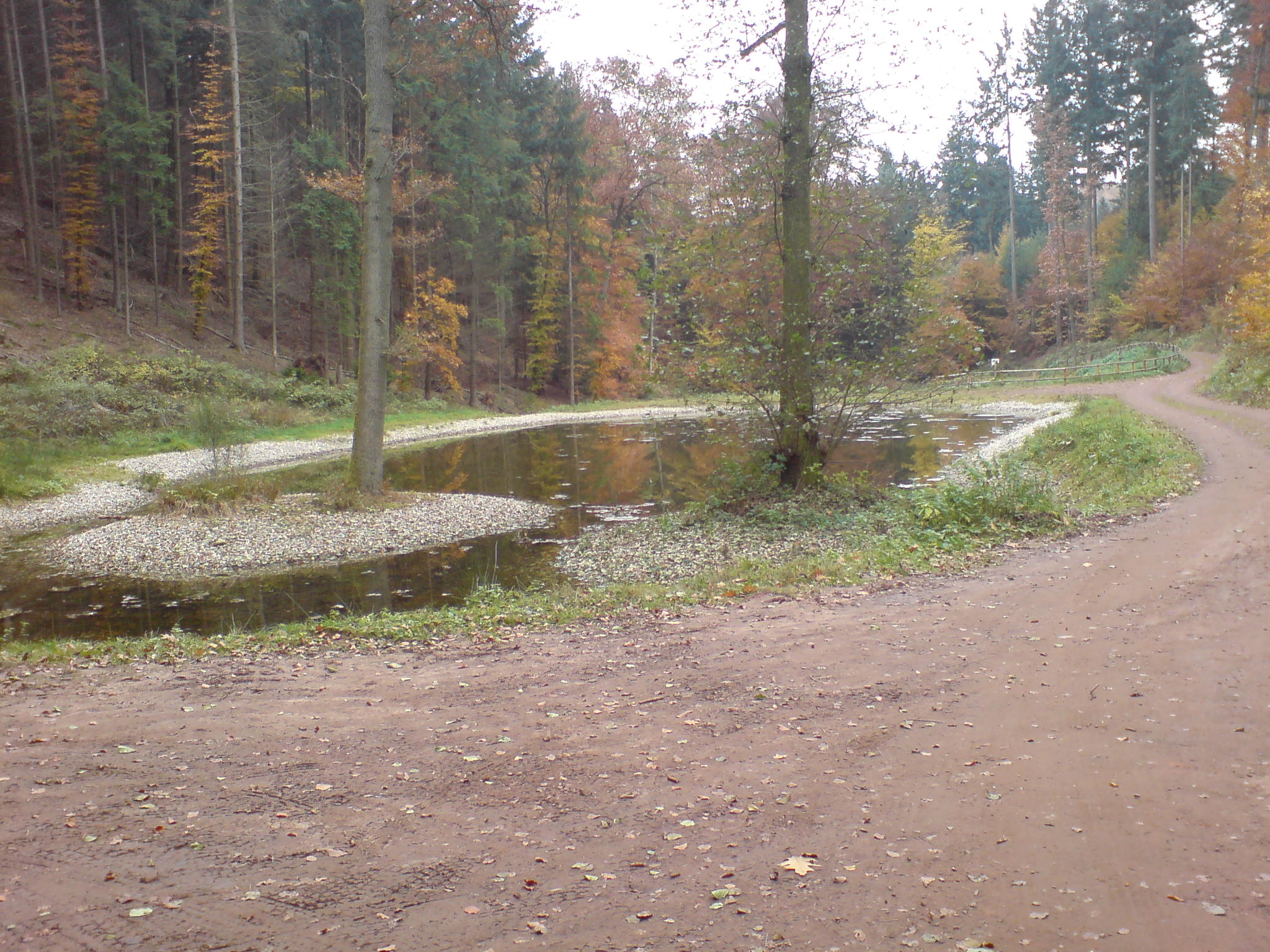
Schwanenweiher din mijloc
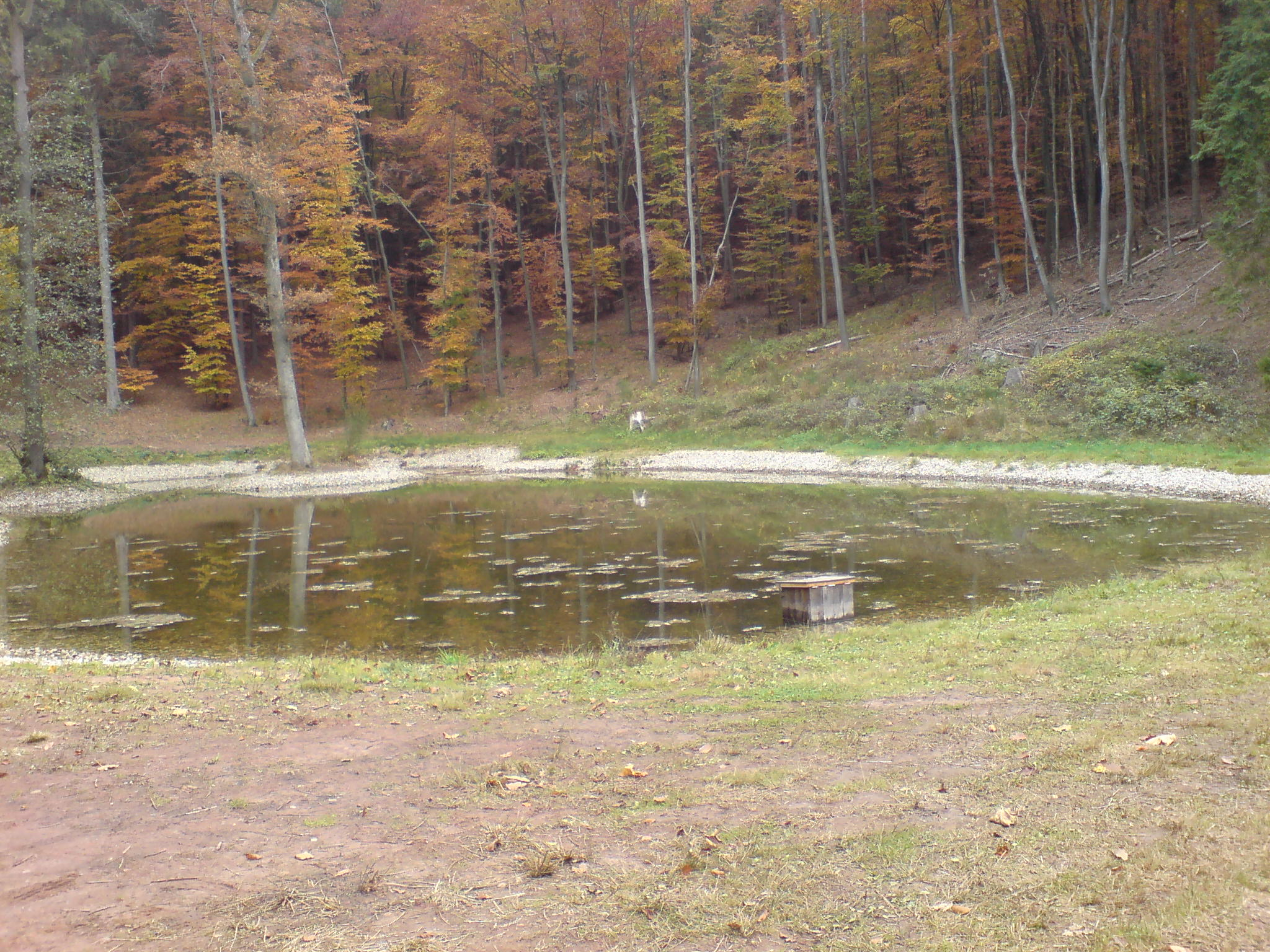
Schwanenweiher din mijloc
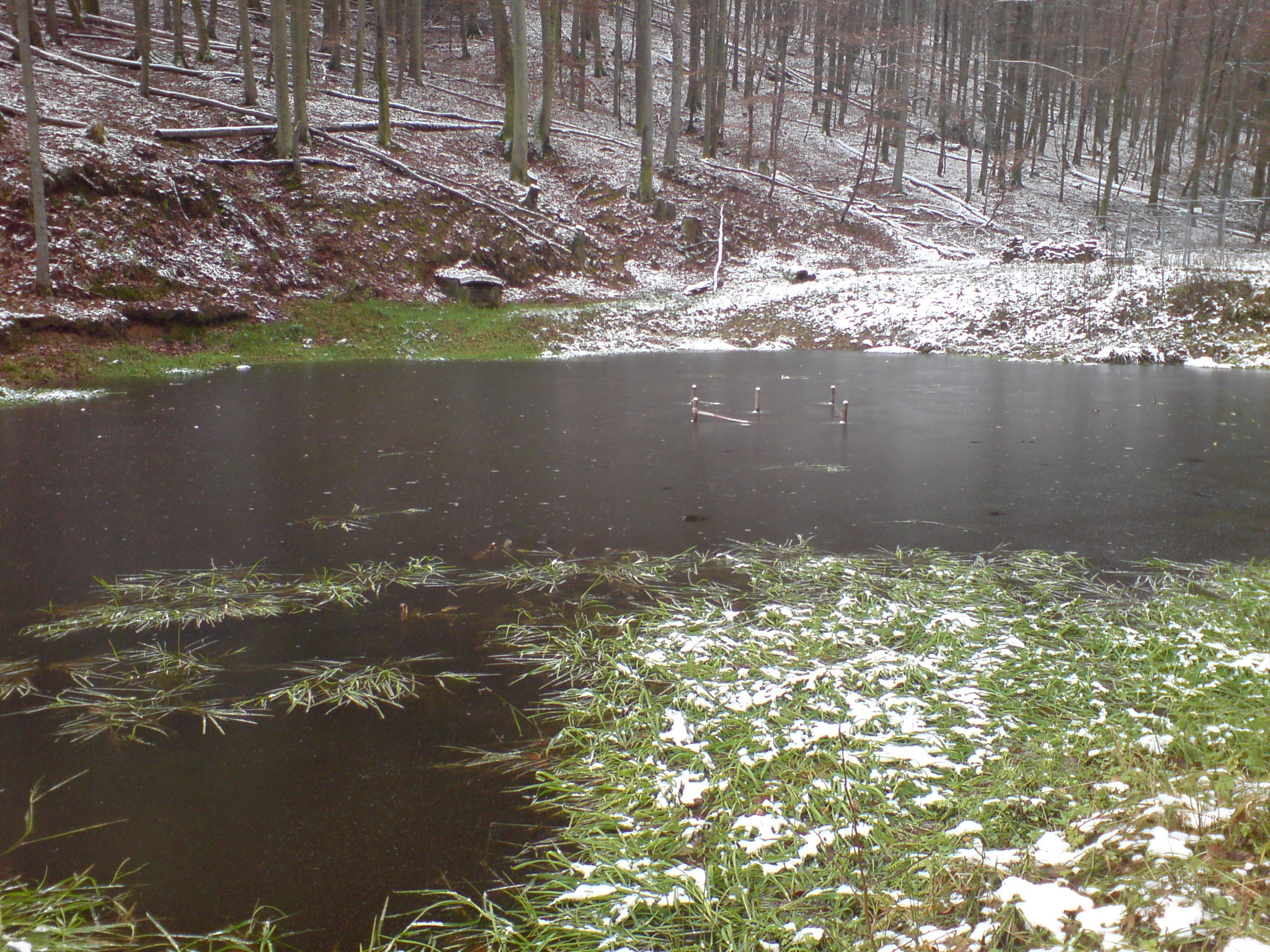
Schwanenweiher de sus iarna

## Karlsberg astăzi

### Baumagazin
Singura clădire din construcția palatului, care se mai poate vedea astăzi, este „Baumagazin”. De-a lungul timpului a fost întrebuințată ca fabrică de bere și casa forestieră, ca în final să fie cumpărată de Karlsberg Brauerei, renovată și în final folosită ca vilă de protocol. Clădirea de astăzi are doar puțină asemănare cu cea inițială.
Din celelalte clădiri nu rămâne nimic, cu excepția unor părți ale fundațiilor. La scurt timp după distrugere, dealul era împădurit. În această pădure există câteva iazuri, în special iazul Karlsberg, care sunt resturi de bazine de apă ale parcului castelului.

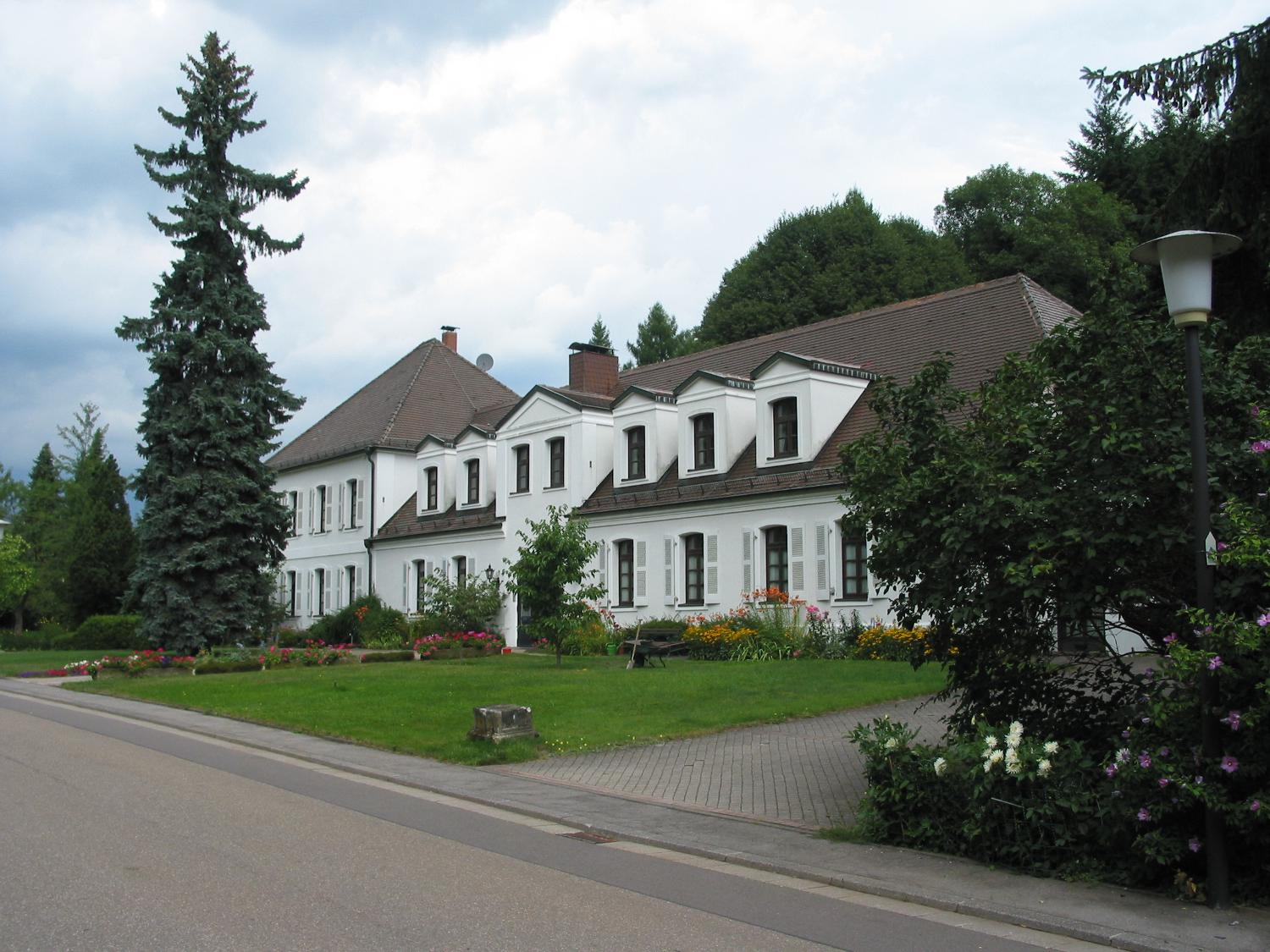
Fosta clădire „Baumagazin” a castelului
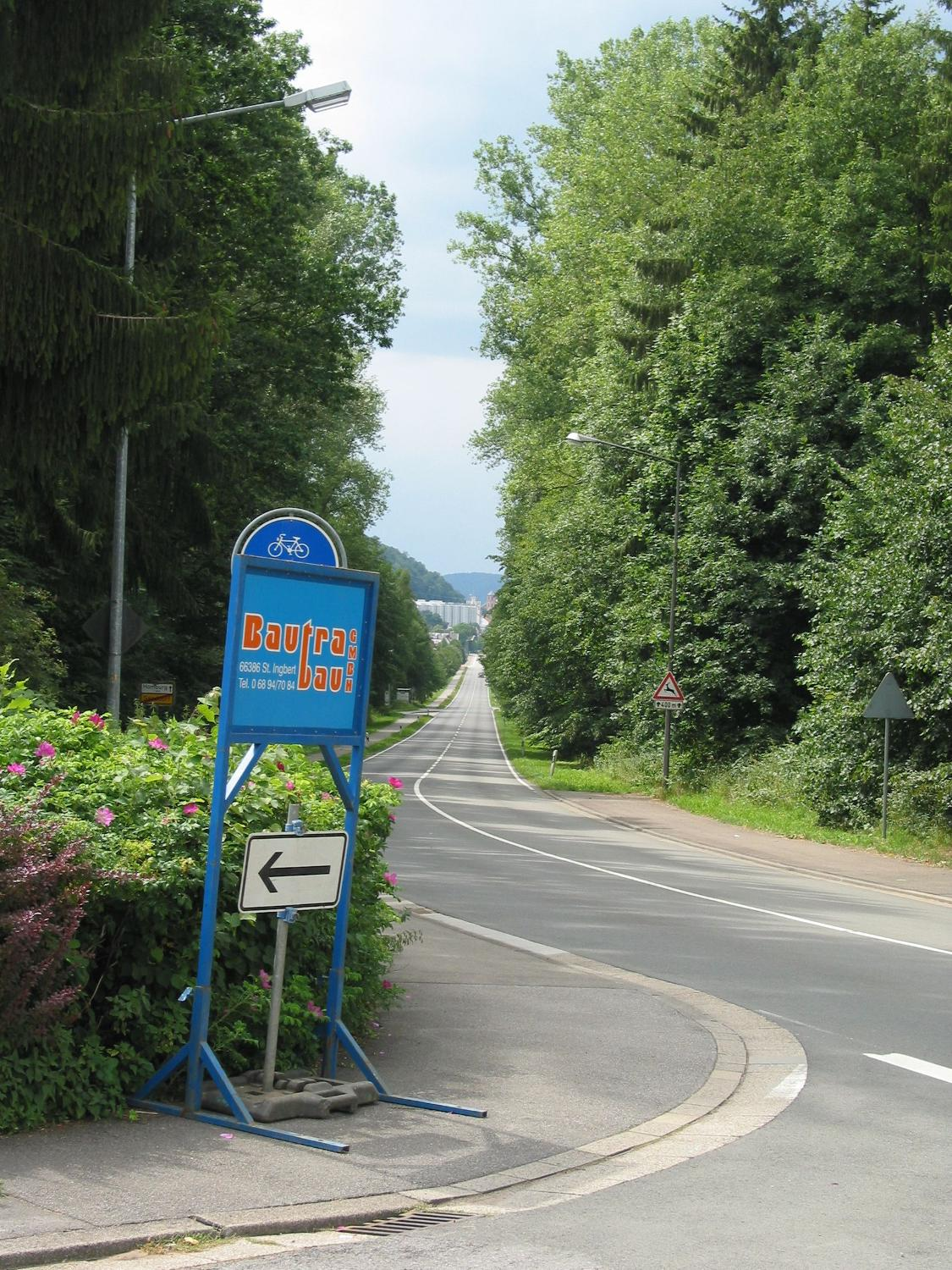
Vedere spre heleșteul „Karlsbergweiher”
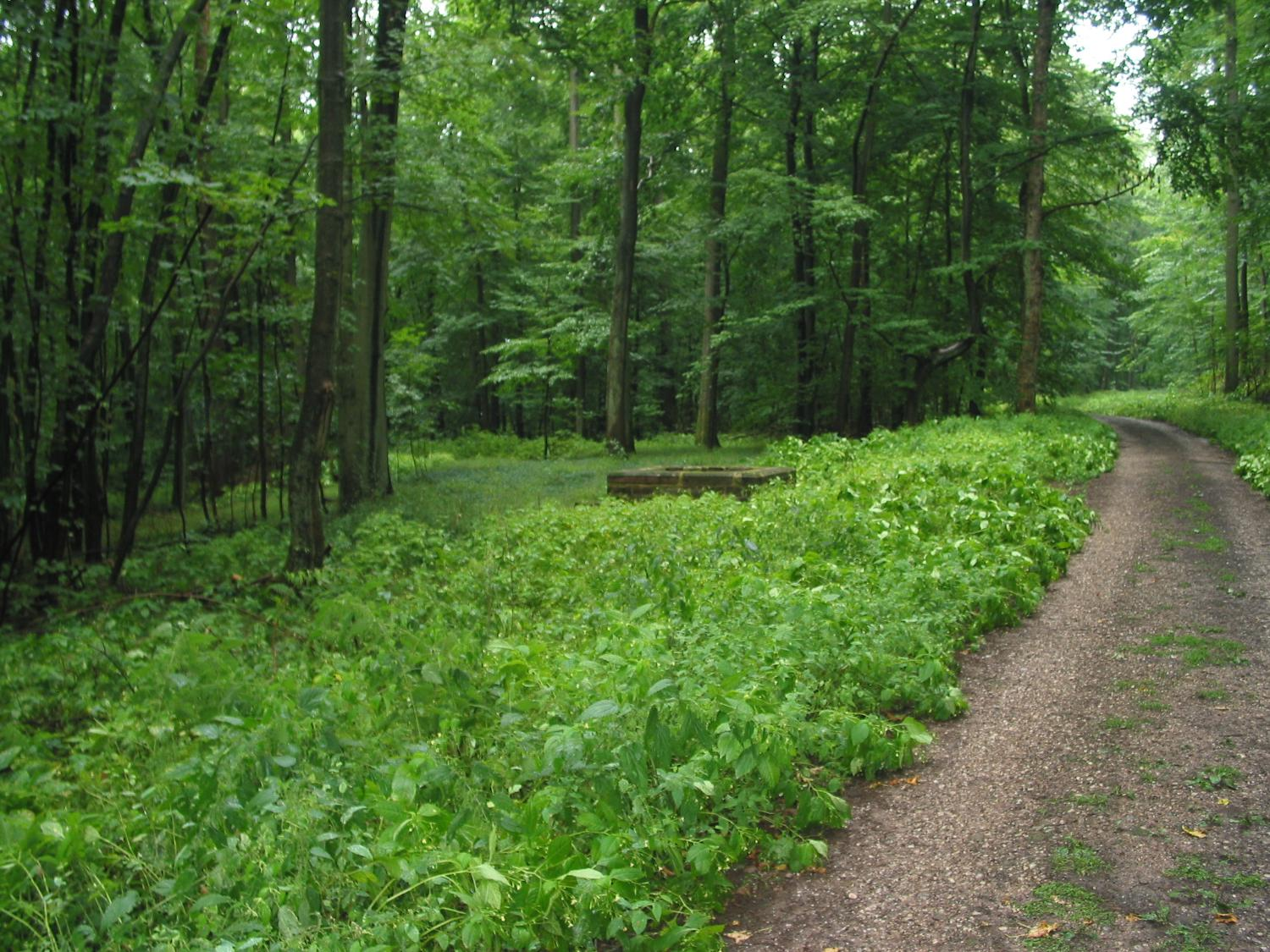
Fântâna fostei case forestiere-Karlsberg
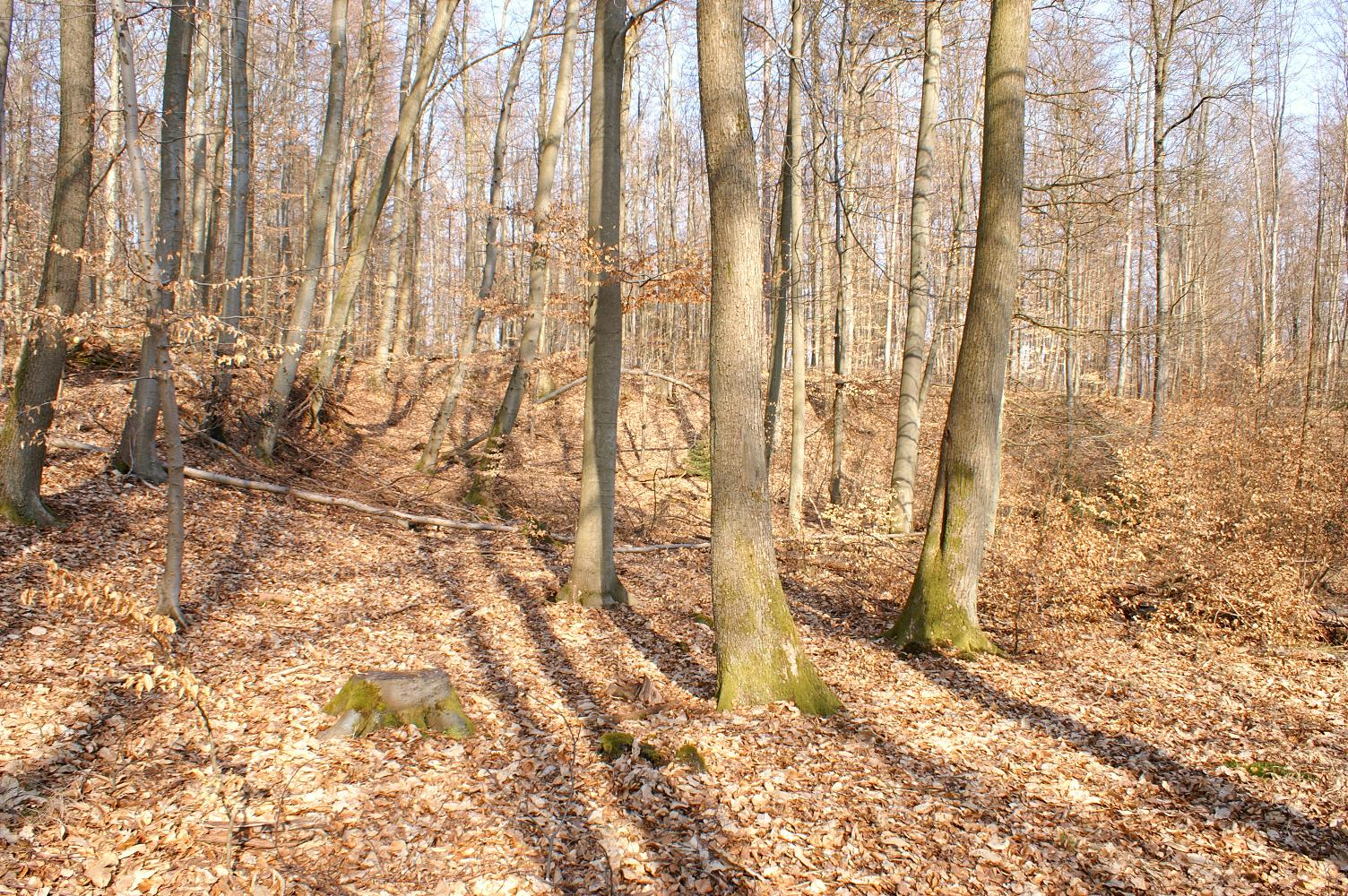
Terasă pe „Bärenzwinger”
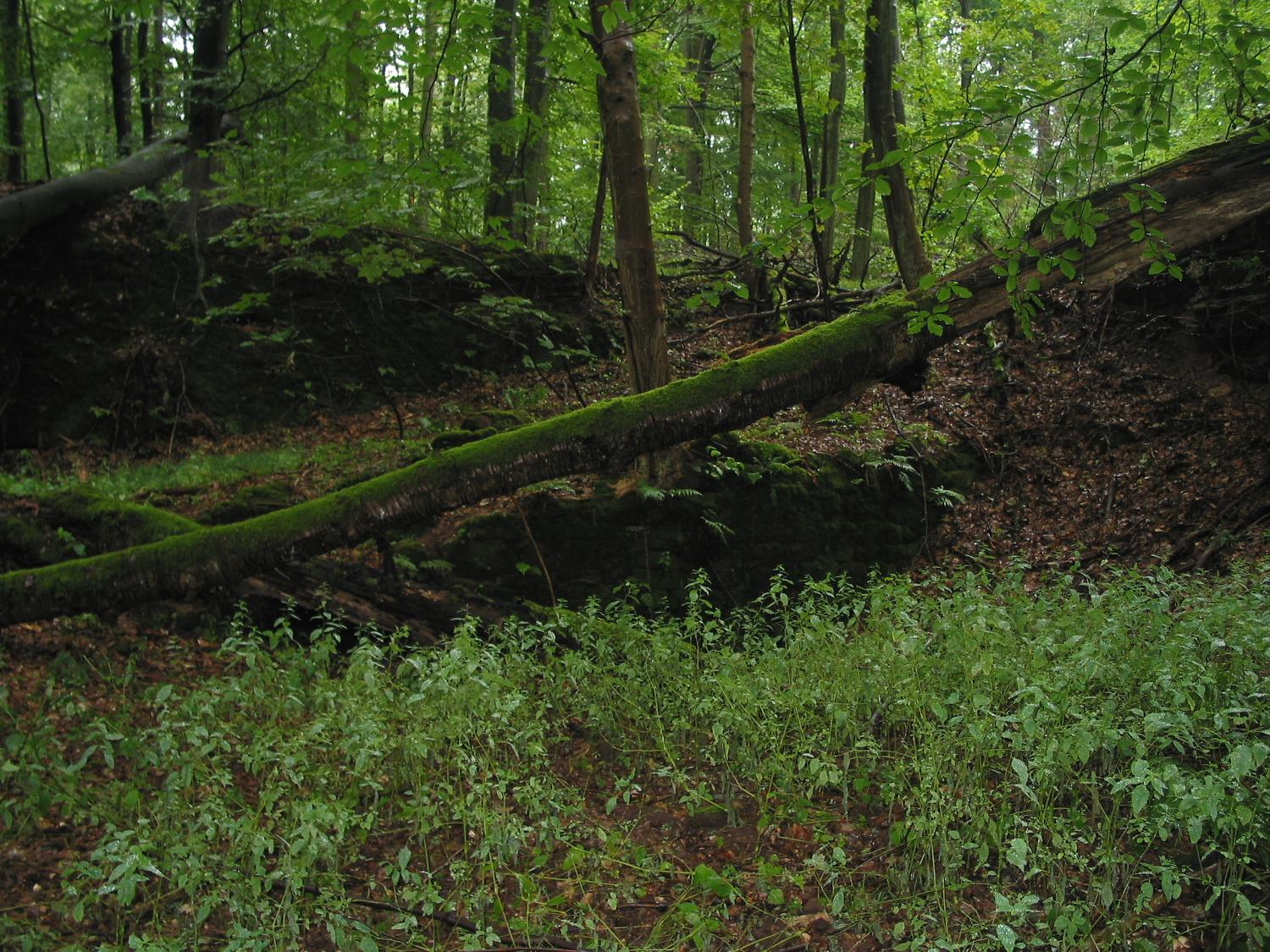
Fântâna fostei case forestiere în spatele Reithalle
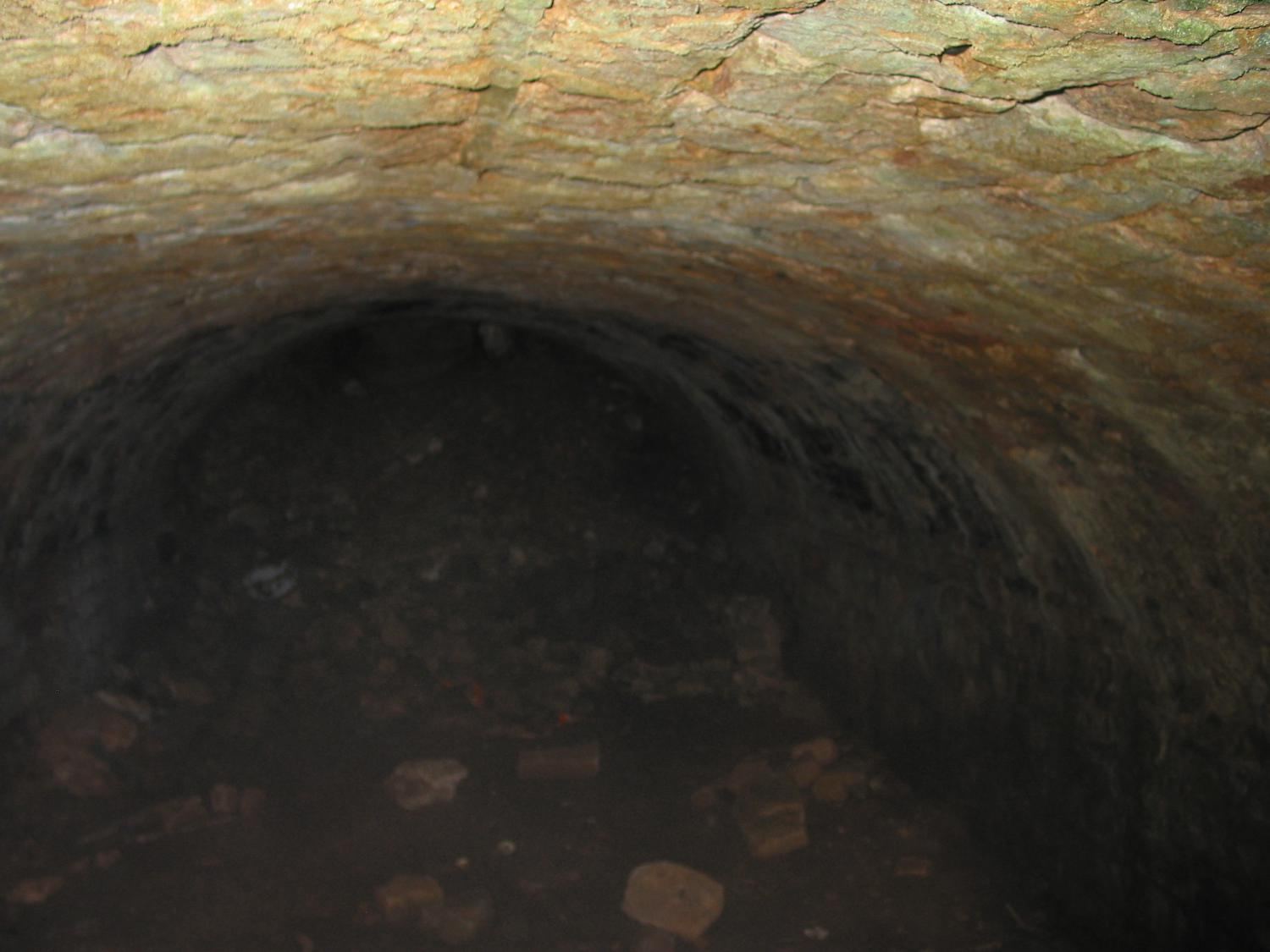
Pivnița clădirii Räuberhöhle